# Gotico brabantino

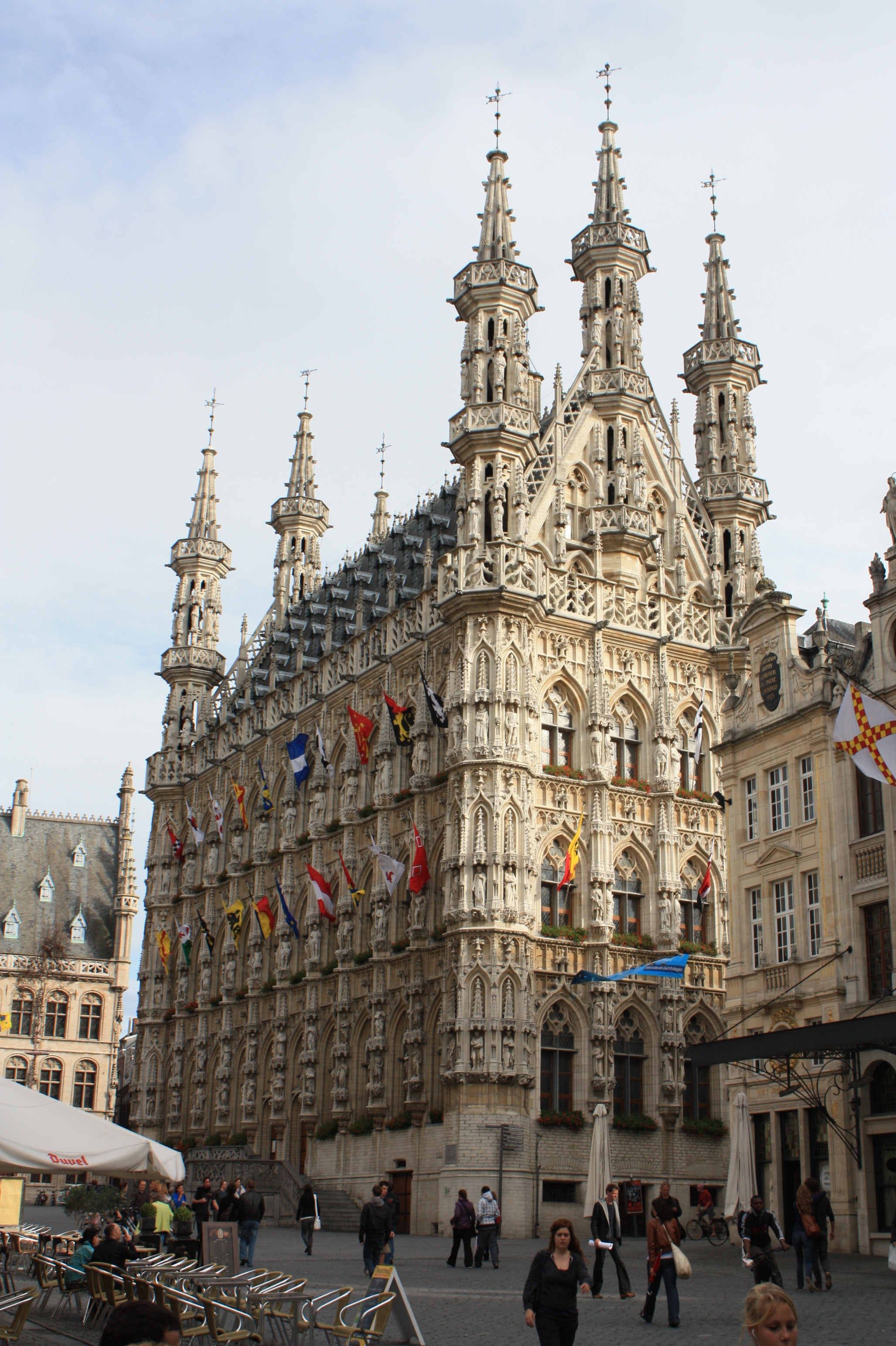
Il Municipio di Lovanio.

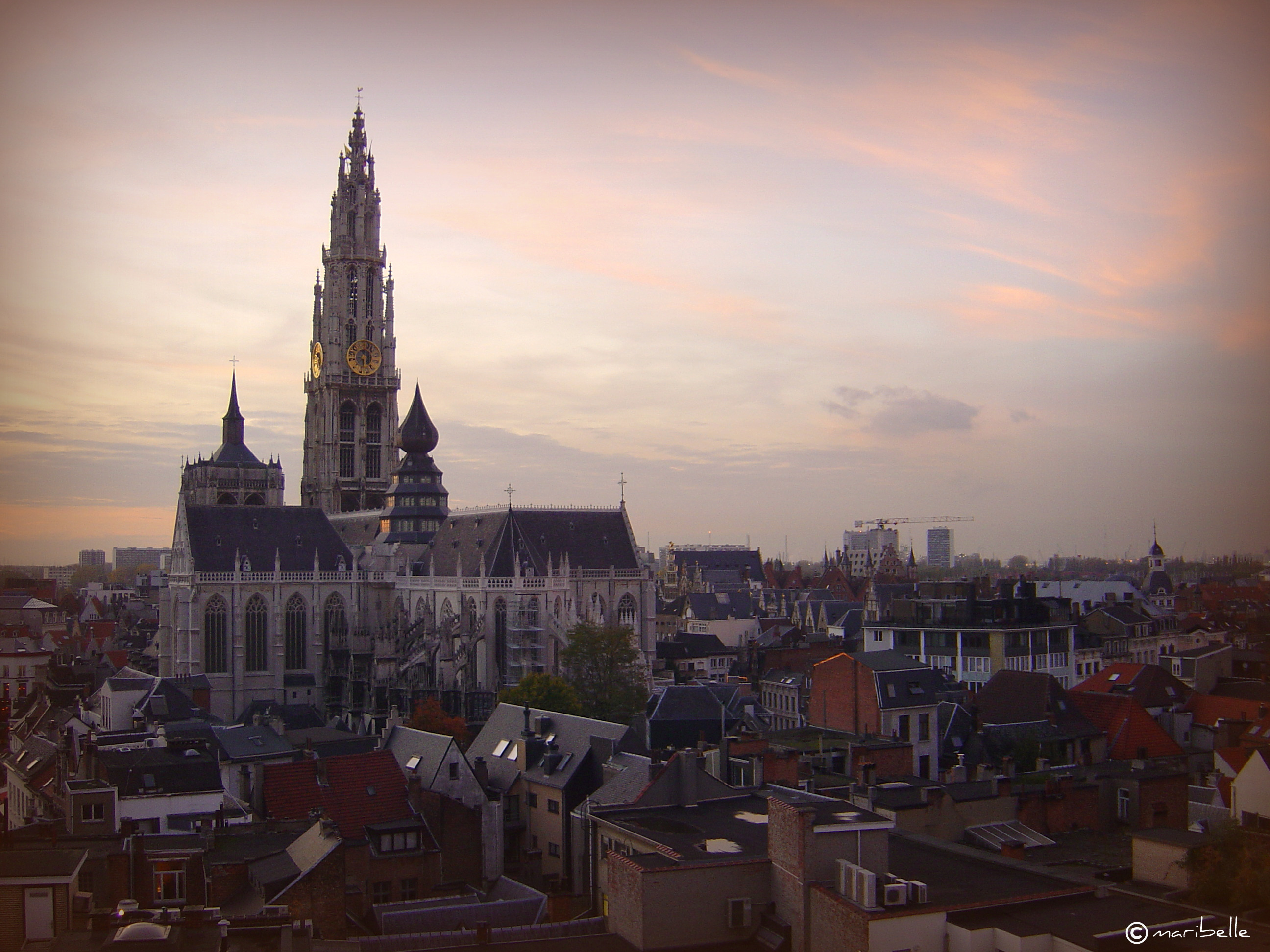
L'imponente Cattedrale di Nostra Signora ad Anversa.

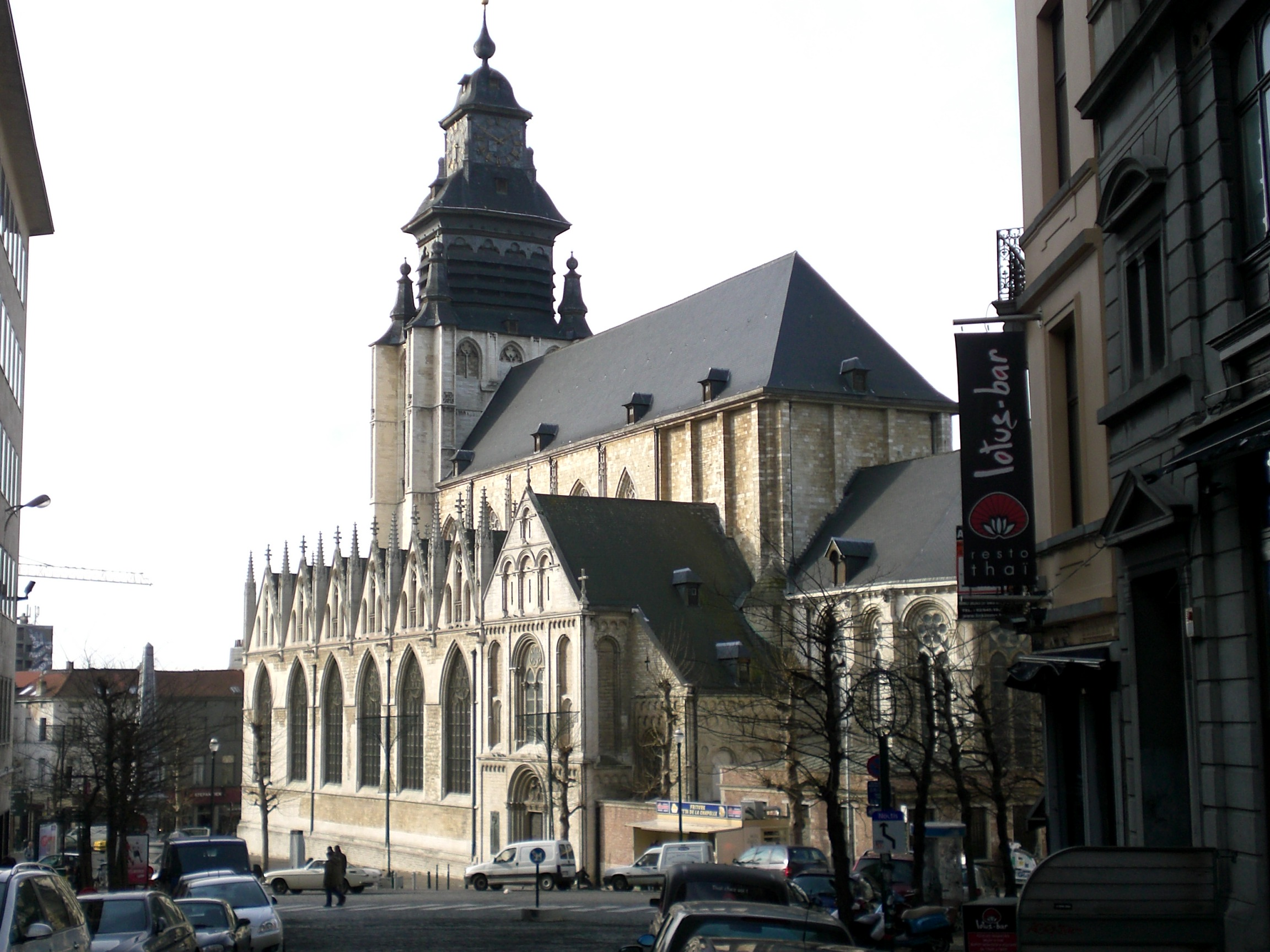
La Chiesa di Notre-Dame de la Chapelle a Bruxelles.

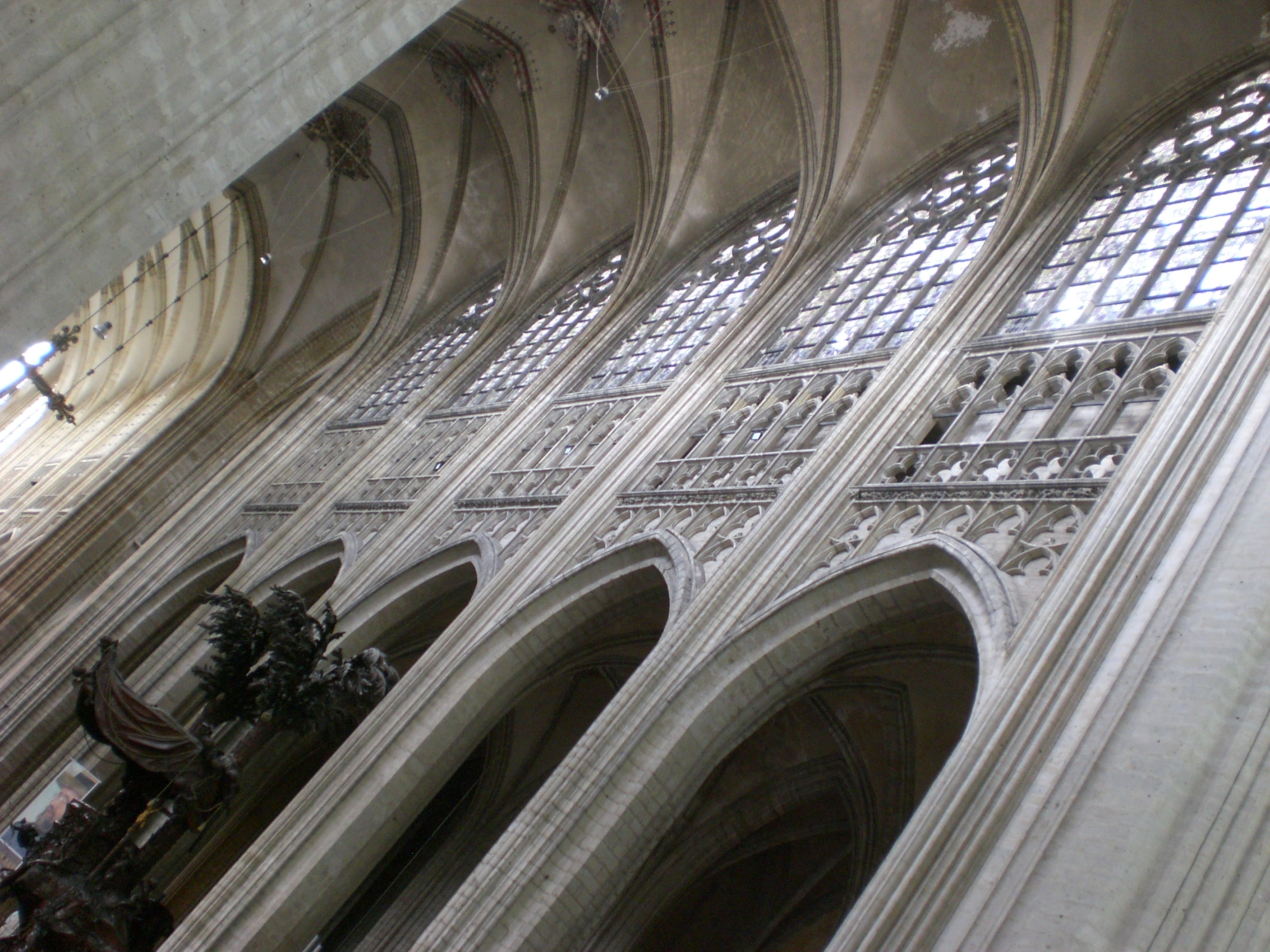
Interno della Collegiata di San Pietro a Lovanio.

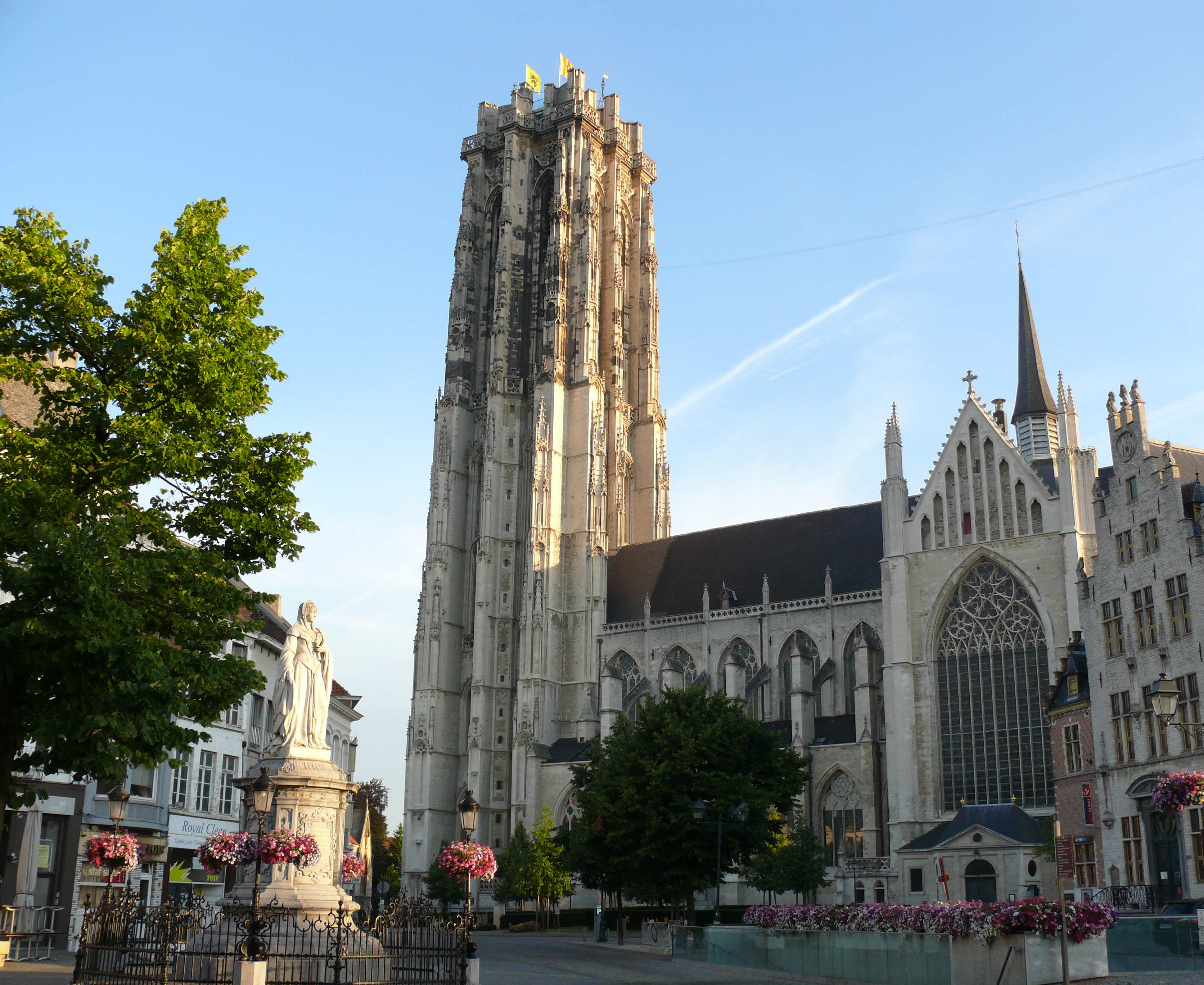
La Cattedrale di Malines.

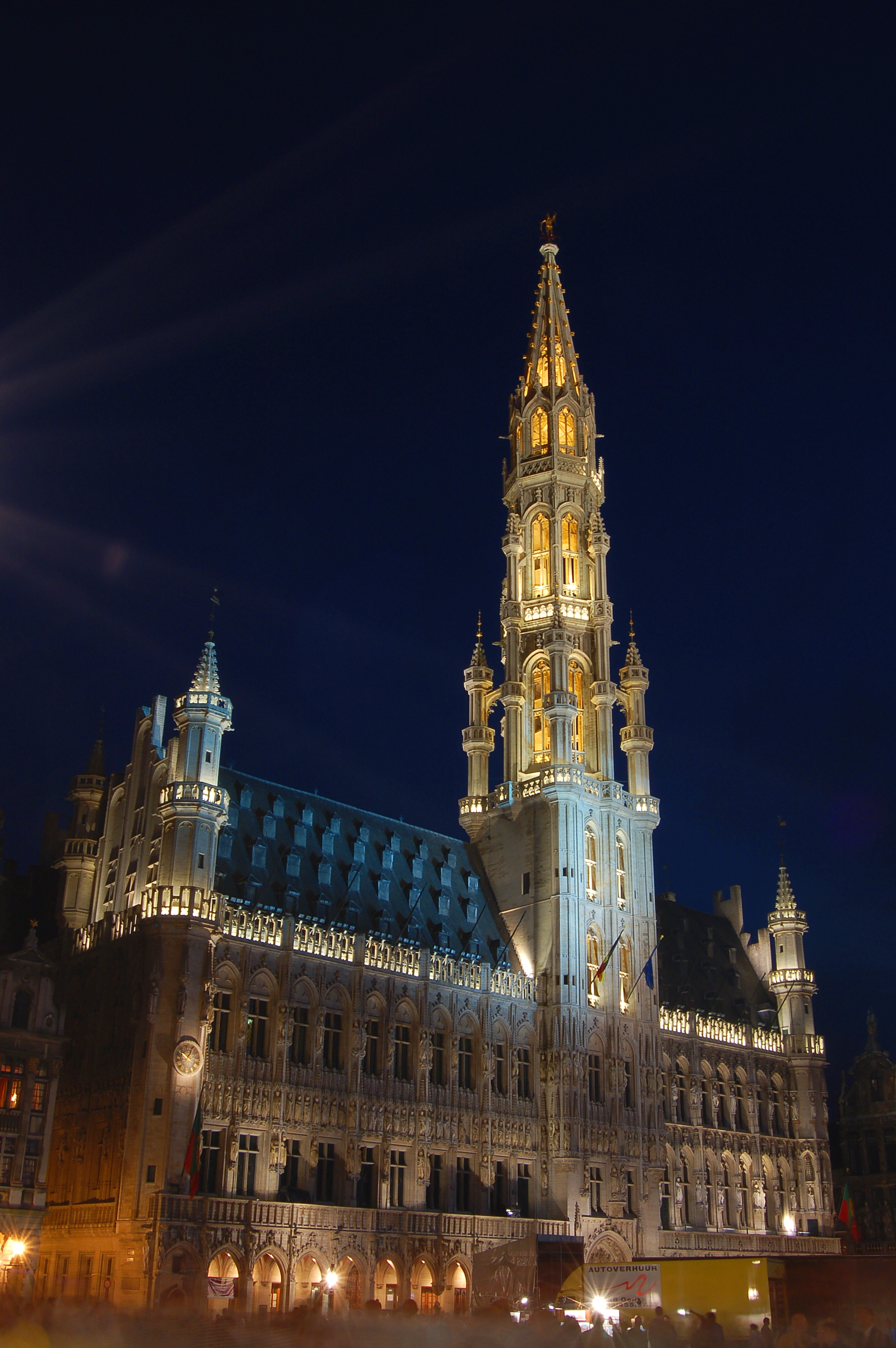
Il Municipio con la Tour Inimitable di Bruxelles.

Il Gotico brabantino è una variante diretta del gotico francese, o meglio dire l'arte gotica interpretata secondo il gusto fiammingo. Si sviluppò nel Ducato di Brabante all'incirca a partire dal XIV secolo, e il centro motore ne fu Malines, con la costruzione della sua nuova cattedrale, e ben presto fu irradiato per tutte le Fiandre e in tutti i Paesi Bassi. Tra i più importanti architetti sono da ricordare le famiglie del Keldermans di Malines e dei De Waghemakere di Anversa.

## Origini e sviluppo
Il nuovo stile, poi detto gotico, sviluppatosi nell'Île-de-France dall'Abbazia di Saint-Denis verso la metà del XII secolo, arrivò nei Paesi Bassi solo circa un secolo più tardi tramite le potenti città di Tournai e Liegi le quali importarono rispettivamente le influenze dalla Piccardia (Soissons) e della Champagne (Reims) e Borgogna.
Ma dal XIII-XIV secolo nel Brabante si iniziò a diffondere un nuovo stile di gotico, sempre di matrice francese, ma con tali elementi da diversificarlo nettamente.
In questo nuovo linguaggio, gli edifici non concorrono più in un'irrefrenabile altezza delle volte, ma, per mantenere il senso di verticalismo ci si concentra più su altri dettagli. Si preferisce giocare sull'uso di slanciati finestroni all'esterno, e di pilastri dai semplici, o a volte assenti (collegiata di San Pietro di Lovanio) capitelli che si innestano svelti sulle volte. L'altezza delle volte rimane comunque elevata, sempre intorno ai 27-30 metri, solo nella cattedrale di Anversa, la più grande del Belgio, arriverà a toccare i 40 metri. Le coperture sono per la maggior parte realizzate a volta, soprattutto a crociera.
Le nuove cattedrali brabantine si presentano di grandi dimensioni, in pietra bianca e dalle grandi coperture a tetti spioventi ricoperti d'ardesia; spuntano come "montagne" dalla selva di casette fiamminghe dai tipici frontoni triangolari e realizzate per lo più in mattoni rossi.
Furono proprio le abitazioni private, con i loro stravaganti frontoni triangolari, spesso a gradoni ad abbracciare per prime le nuove tendenze dello stile gotico nelle Fiandre; e furono proprio loro ad influenzare il nuovo disegno brabantino delle cattedrali gotiche.
Gli elementi che caratterizzano principalmente le Cattedrali brabantine sono:
- Le cappelle delle navate laterali inserite direttamente fra i contrafforti degli archi rampanti, e molto spesso coronate da ghimberghe decorate, traforate e slanciate da pinnacoli che riportano ai tipici frontoni dell'edilizia privata.
- Il deambulatorio a cappelle radiali coronate da una selva di archi rampanti e giochi di tetti;
- Una grossa e alta torre posta al centro della facciata e aperta, in basso, da un profondo portico d'ingresso.
- Le torri vengono dotate di grandi carillon di innumerevoli campane. L'esempio migliore e più ricco è quello della cattedrale di Malines, composto da ben 49 campane storiche, poi raddoppiato nel 1981. La città è anche famosa sin dal Medioevo per la sua antica "scuola di Carillon".
- L'uso smisurato di enormi e decoratissime polifore che diventano delle vere e proprie pareti di vetro, a volte dotate anche di mirabili vetrate istoriate.
- Non compaiono più i rosoni veri e propri, sostituiti dalle polifore, che li inglobano indirettamente nei loro movimenti decorativi.
- All'interno l'insieme è scandito da pilastri rotondi ai quali vengono addossate grandi statue degli apostoli. Posseggono capitelli moderati decorati per lo più da foglie di cavolo.
- scompare la galleria del triforio sostituito da una galleria cieca o addirittura da balaustre.

Gli esempi più significativi dello stile Gotico brabantino, nell'architettura religiosa, sono le grandi cattedrali di Malines, di Anversa e la collegiata di San Pietro a Lovanio.

### Architettura civile
Lo stile brabantino presto conquistò anche l'edilizia civile, dove fiorì dal XIV-XV secolo donando all'arte dei veri e propri capolavori irripetibili. Infatti fin da allora tutta l'Europa del Nord se ne ispirò per costruire i suoi edifici pubblici.
Il grande sviluppo della borghesia nella società delle Fiandre si espresse da un lato nell'opulenza e potenza delle corporazioni e dall'altro in una enorme libertà delle Istituzioni municipali. Tutto il carattere borghese si espresse nella costruzione di sfarzosi edifici di uso pubblico come i grandi Mercati coperti (Halles) e i solenni Municipi, preziosi come reliquiari e resi alteri da superbe torri civiche dette Beffroi.
I mercati si presentano come dei grandi edifici molto decorati da rilievi, intagli, guglie e gallerie, e all'interno aperti in enormi spazi su più livelli. Fra i più significativi si ricordano il mercato dei tessuti di Ypres, quello di Bruges, l'antico mercato del pane (Broodhuis), oggi Maison du Roi a Bruxelles.
I palazzi comunali, detti in neerlandese stadhuis, sono imponenti e sfavillanti di decorazioni, bifore, pinnacoli, tetti spioventi con numerosi abbaini e speso rivestiti di un ricco apparato scultoreo che prende tutte le facciate. Incentrati su un cortile interno sono dotati di numerose ricche sale di rappresentanza e grandi saloni di Consiglio. I più impressionanti sono il Municipio di Lovanio, di Bruxelles, di Bruges e di Oudennarde.
Sempre nelle città fiamminghe compare l'alta torre civica o Beffroi, simbolo per eccellenza delle libertà comunali e della potenza cittadina. Sono altissime e molte decorate, alcune di esse sono dei veri capolavori assoluti dell'arte gotica come la cosiddetta Tour Inimitable di Bruxelles, alta ben 96 metri ed eretta nel 1454 ad opera di Marten van Rode. Si presentano come slanciate torri munite agli angoli di robusti torricini di rinforzo e dalle coperture più fantasiose. Possono trovarsi accorpate ai grandi edifici dei mercati (Ieper, Bruges), ai Municipi (Bruxelles, Lier, Oudenaarde), alle cattedrali (Malines, Gand, Tournai) all'epoca erano concepite come strutture chiuse atte a custodire i più preziosi beni di proprietà della città; tra questi spiccavano i diplomi concessi dai grandi feudatari o dall'Imperatore che riconoscevano determinati diritti ed esenzioni alle città. Sono tutti stati iscritti nel 1999 fra i campanili di Belgio e Francia della lista dei patrimoni dell'umanità dell'UNESCO.

## Diffusione nei Paesi Bassi
Molti edifici, religiosi e civili, delle antiche contee di Zelanda e Olanda costruiti in stile gotico, spesso vengono erroneamente indicati come "stile olandese", ma in realtà si tratta sempre dello Stile brabantino, secondo le varianti concesse alle tradizioni locali. Una differenza sostanziale è rappresentata dal terreno, non più solido e stabile, ma spesso acquitrinoso e molle, non adatto a sorreggere grandi pesi; e la carenza di cave di pietra. Di conseguenza si dovettero sviluppare tecniche costruttive alternative. Per risolvere il problema del peso si sostituirono le volte a crociera in pietra, pesantissime tanto da richiedere anche il rinforzo degli archi rampanti, con leggere volte a botte lignee. Riguardo alla pietra, importata dal Belgio, si fece un uso maggiore del mattone.
L'architetto bruxellese Everaert Spoorwater ha svolto un ruolo importante nella diffusione del gotico brabantino in Olanda e Zelanda. Ha perfezionato un metodo per la costruzione di grandi edifici. Realizzando, infatti, dei progetti base standard, praticamente tutte le parti costitutive in pietra dell'edificio potevano essere ordinate direttamente alle cave del Belgio, cosicché alla sua destinazione dovevano essere semplicemente assemblati. Questo ha eliminato il problema dello stoccaggio nei pressi del cantiere, e inoltre, il lavoro poteva essere fatto senza la presenza permanente dell'architetto. D'altro canto, significa anche che molti edifici realizzati con la guida di Spoorwater si rassomiglino, portando una grande diffusione del linguaggio formale dello stile gotico brabantino in Olanda.

## Opere esemplari

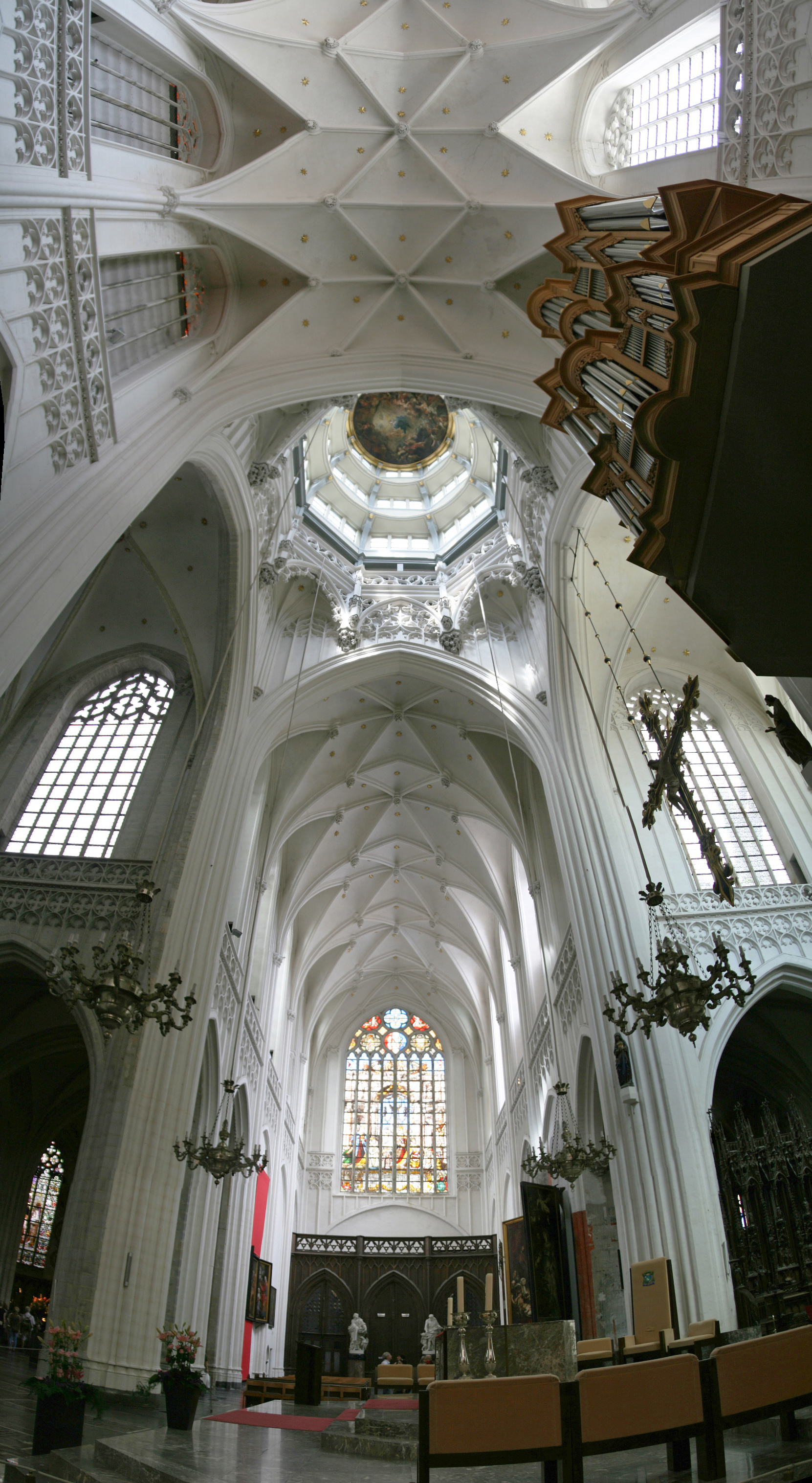
Interno della Cattedrale di Anversa
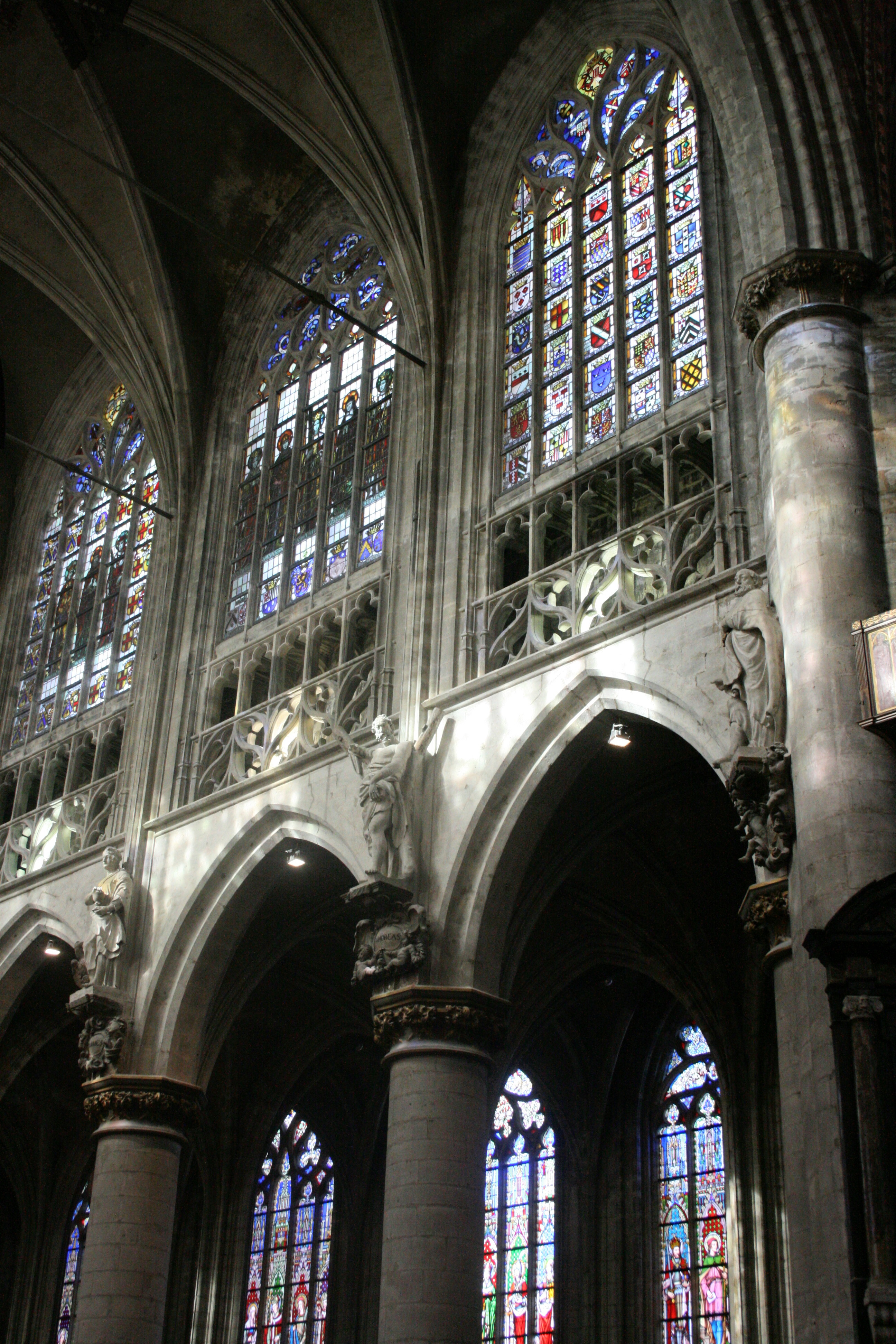
L'interno della Chiesa di Notre-Dame du Sablon a Bruxelles
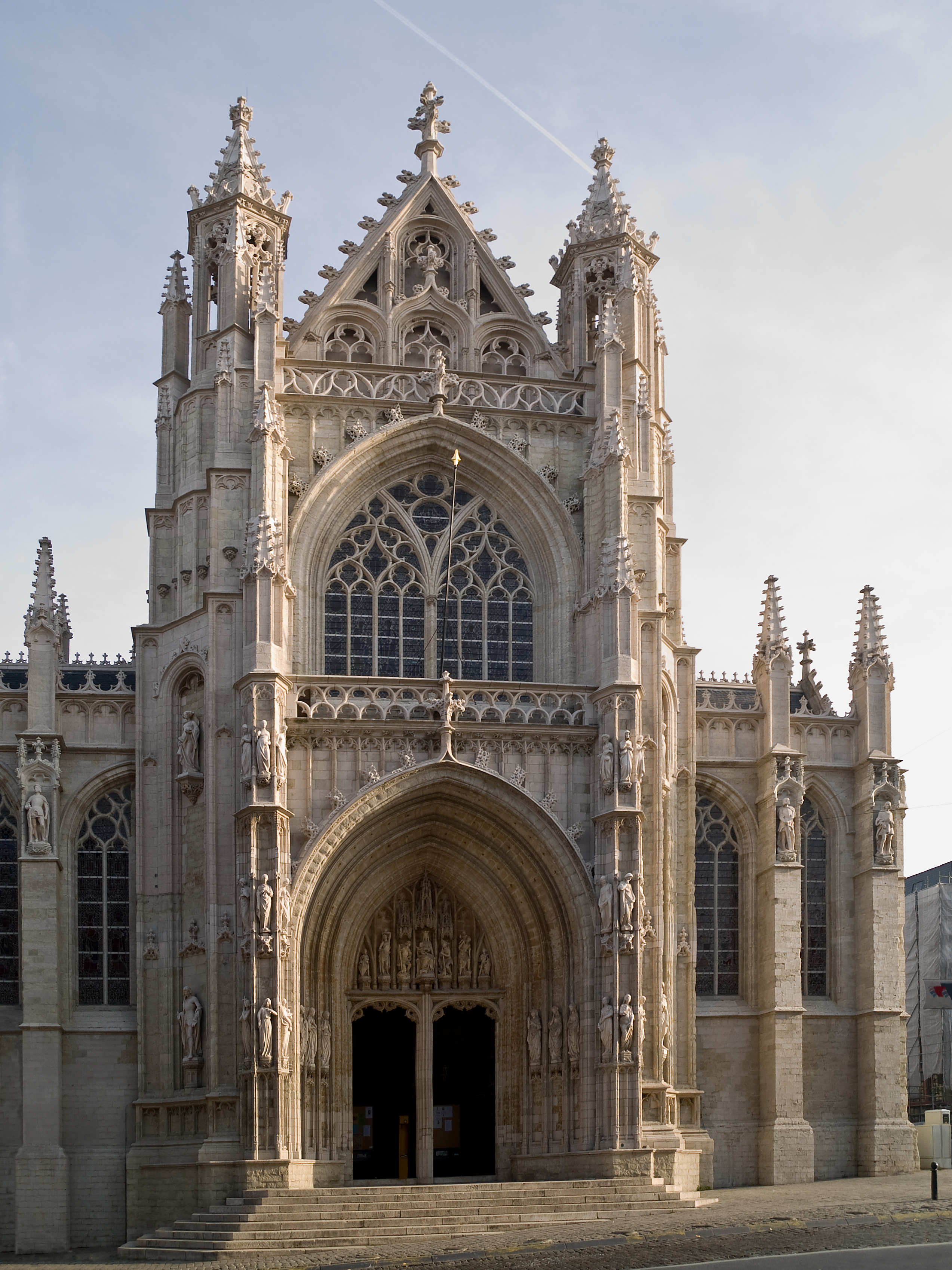
Chiesa di Notre-Dame du Sablon a Bruxelles
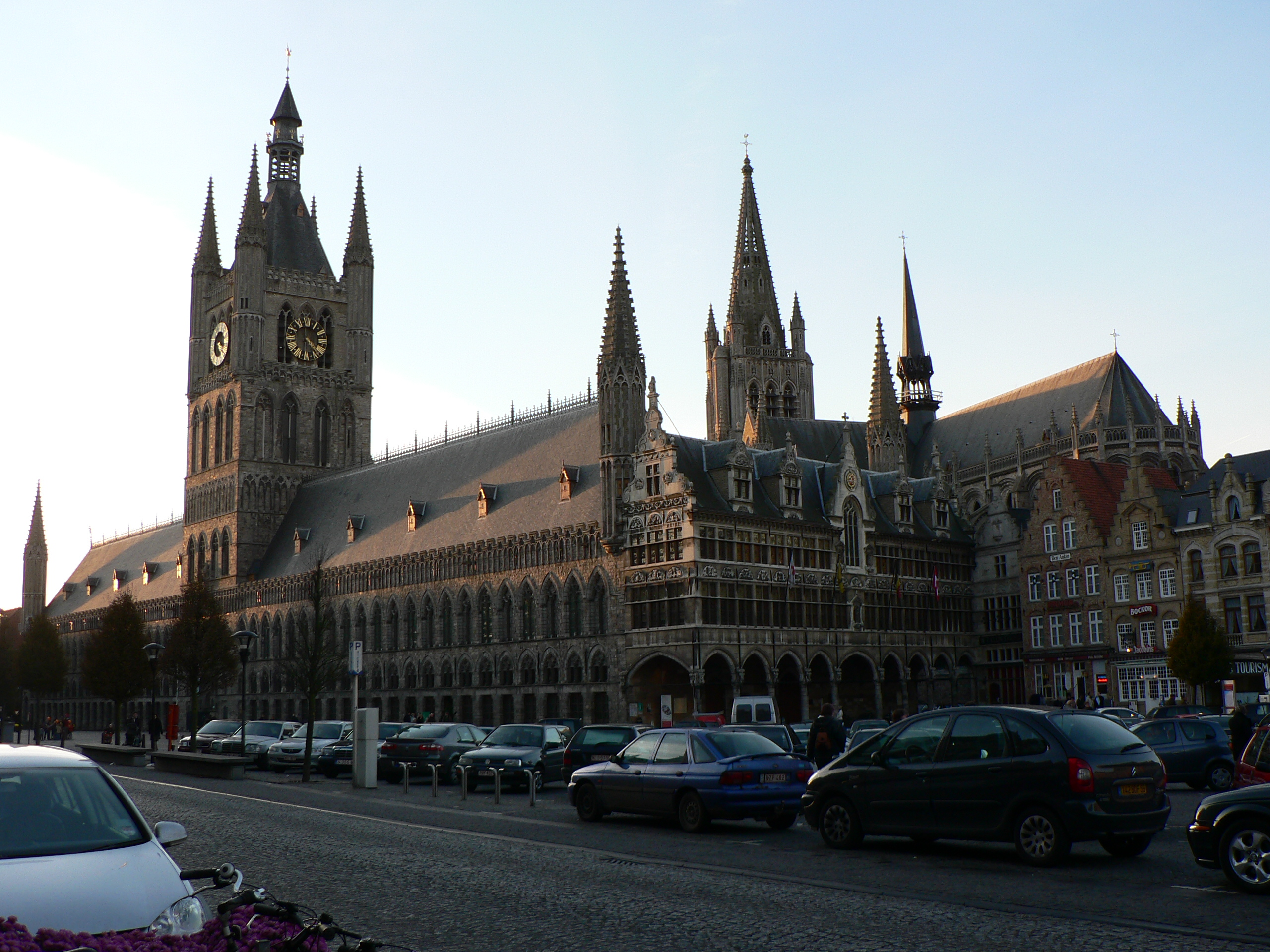
Il Mercato dei tessuti e Beffroi di Ypres
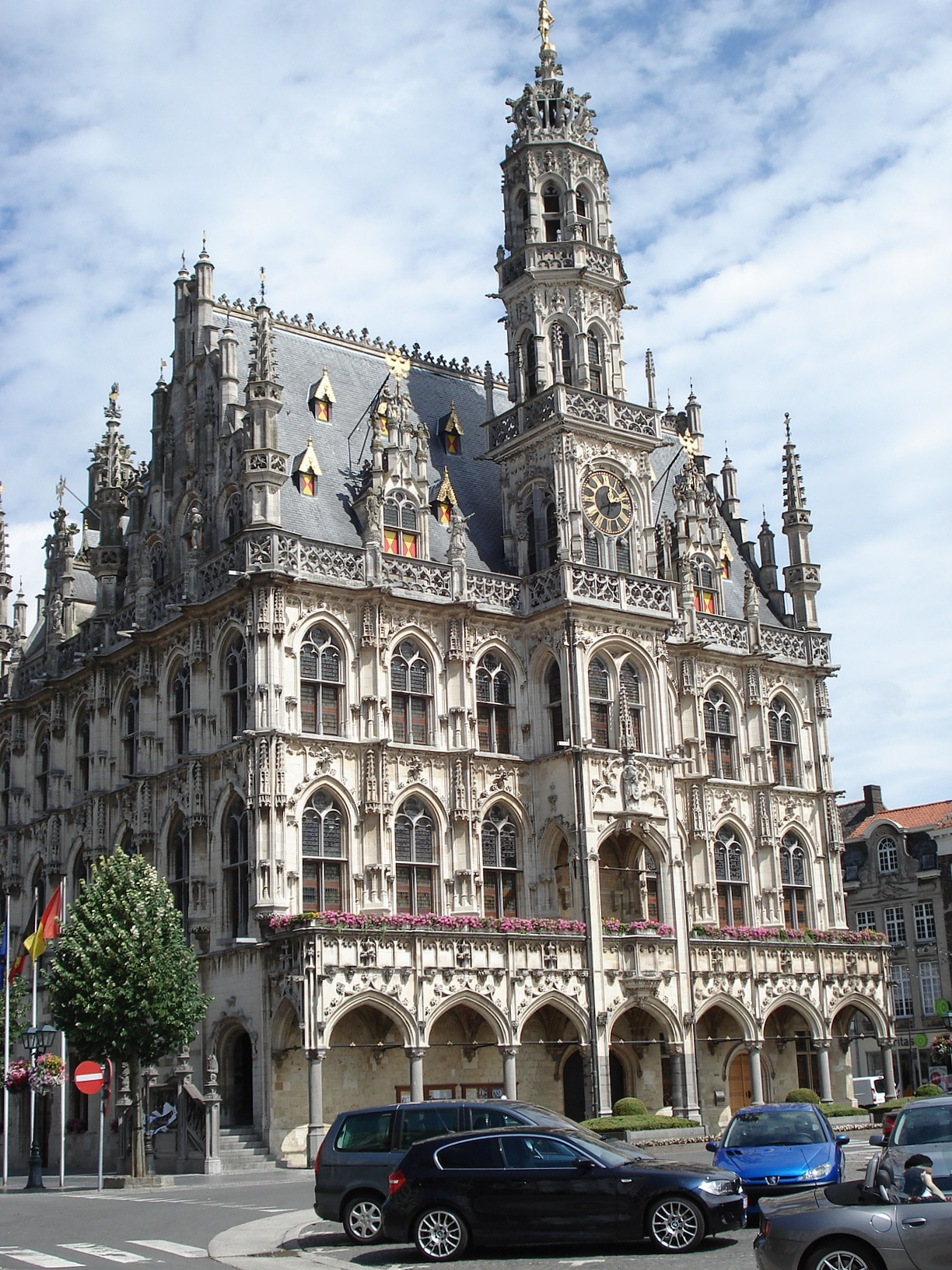
Municipio di Oudenaarde
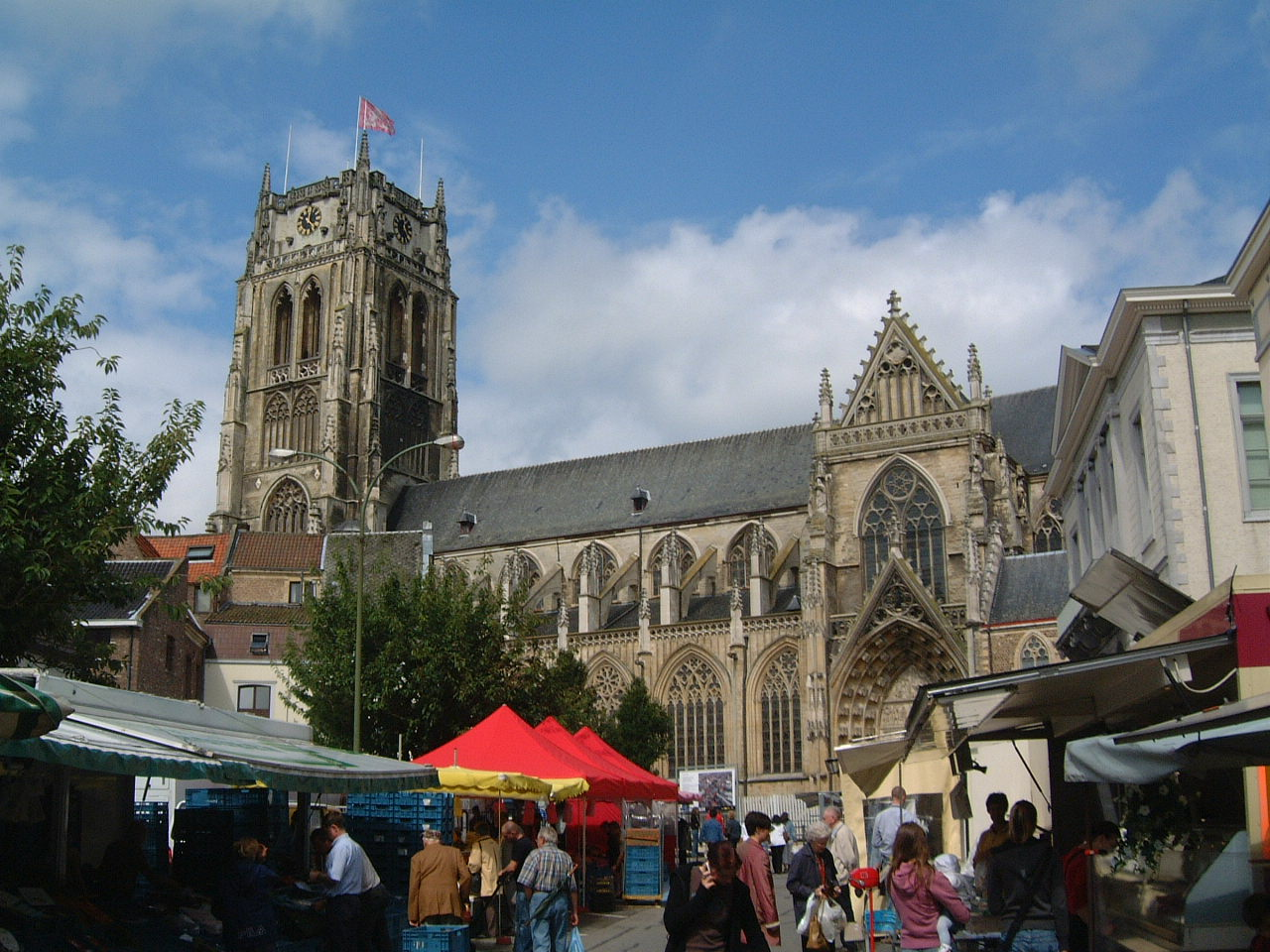
La Basilica di Tongeren
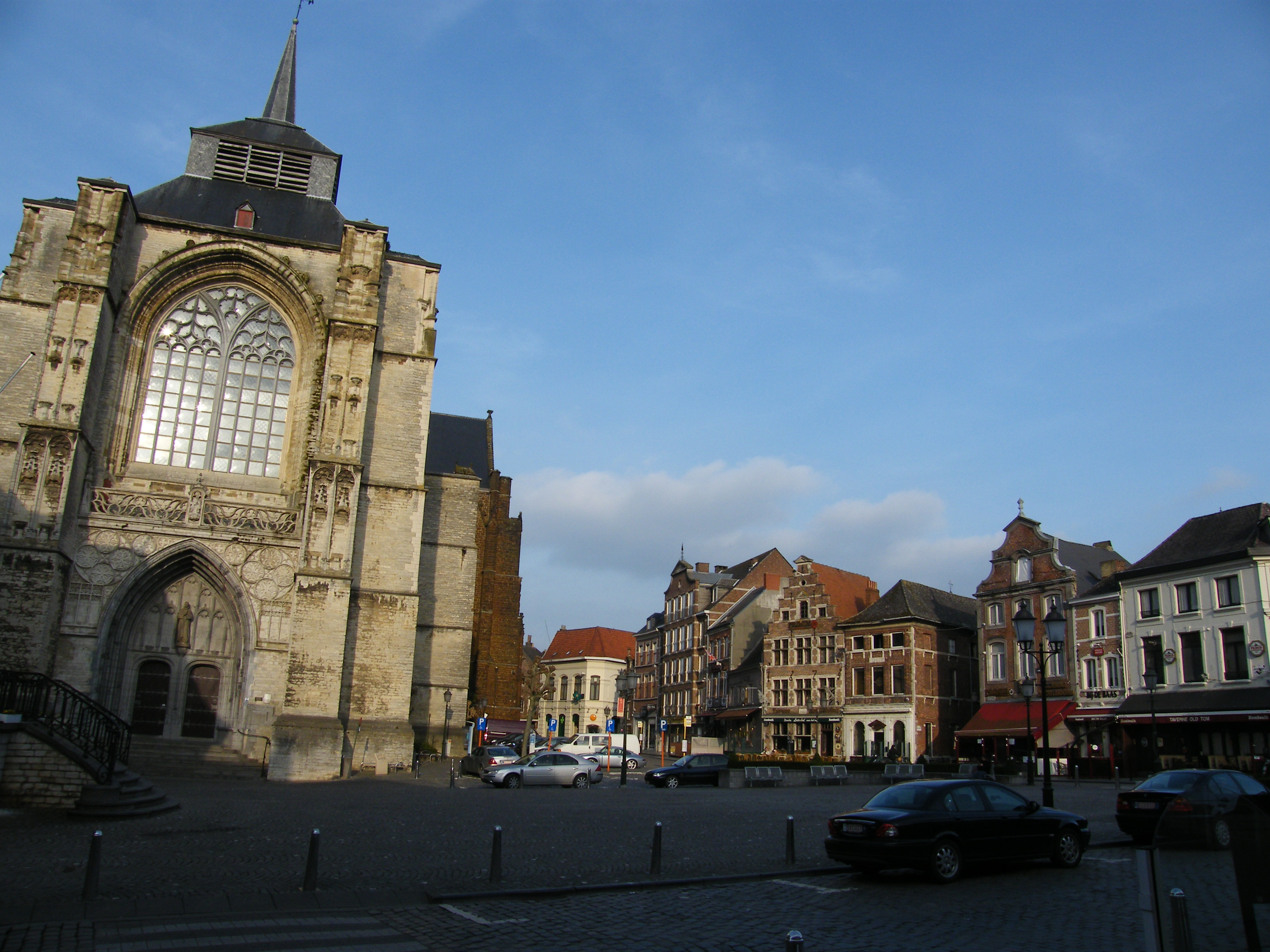
Diest
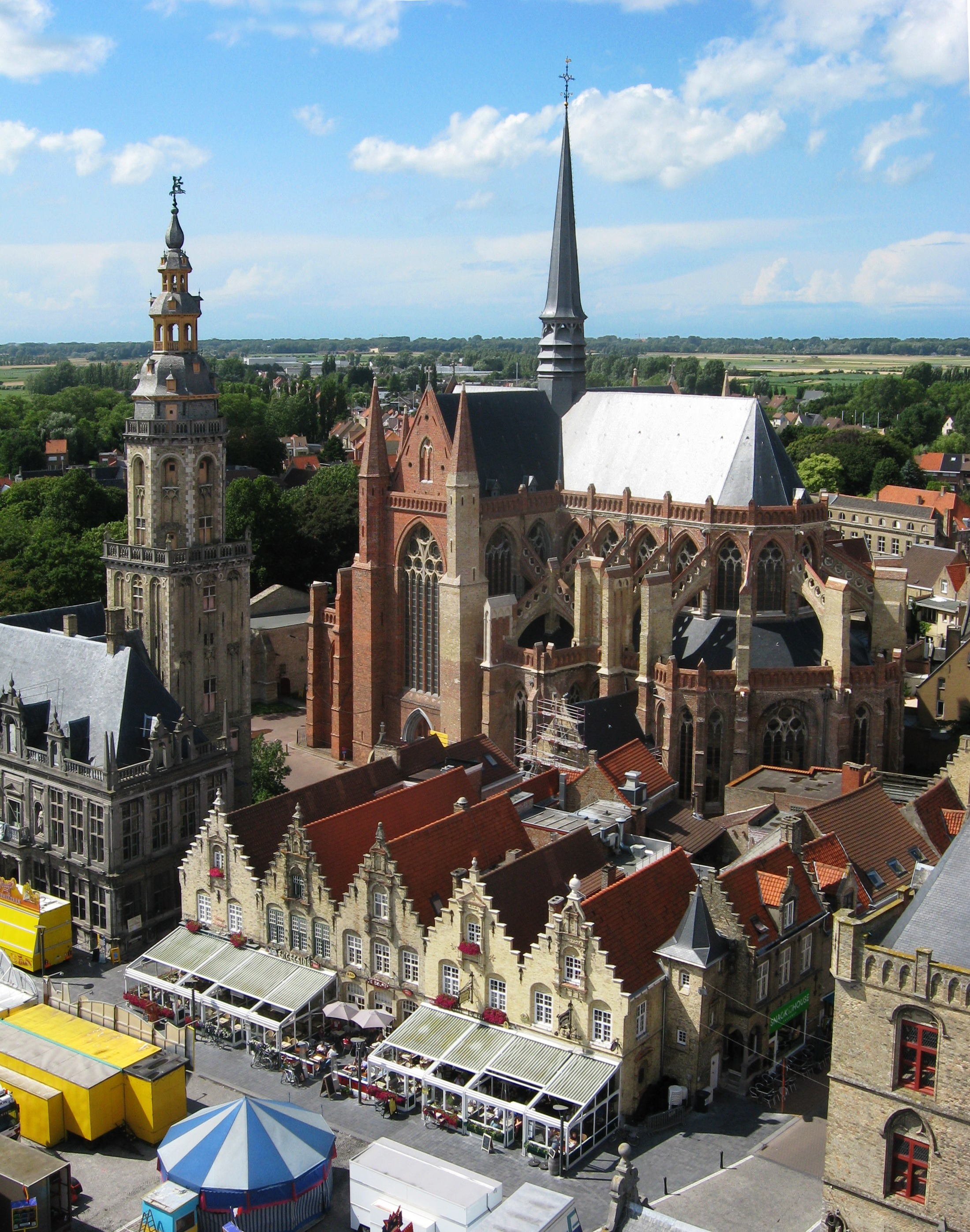
Veurne
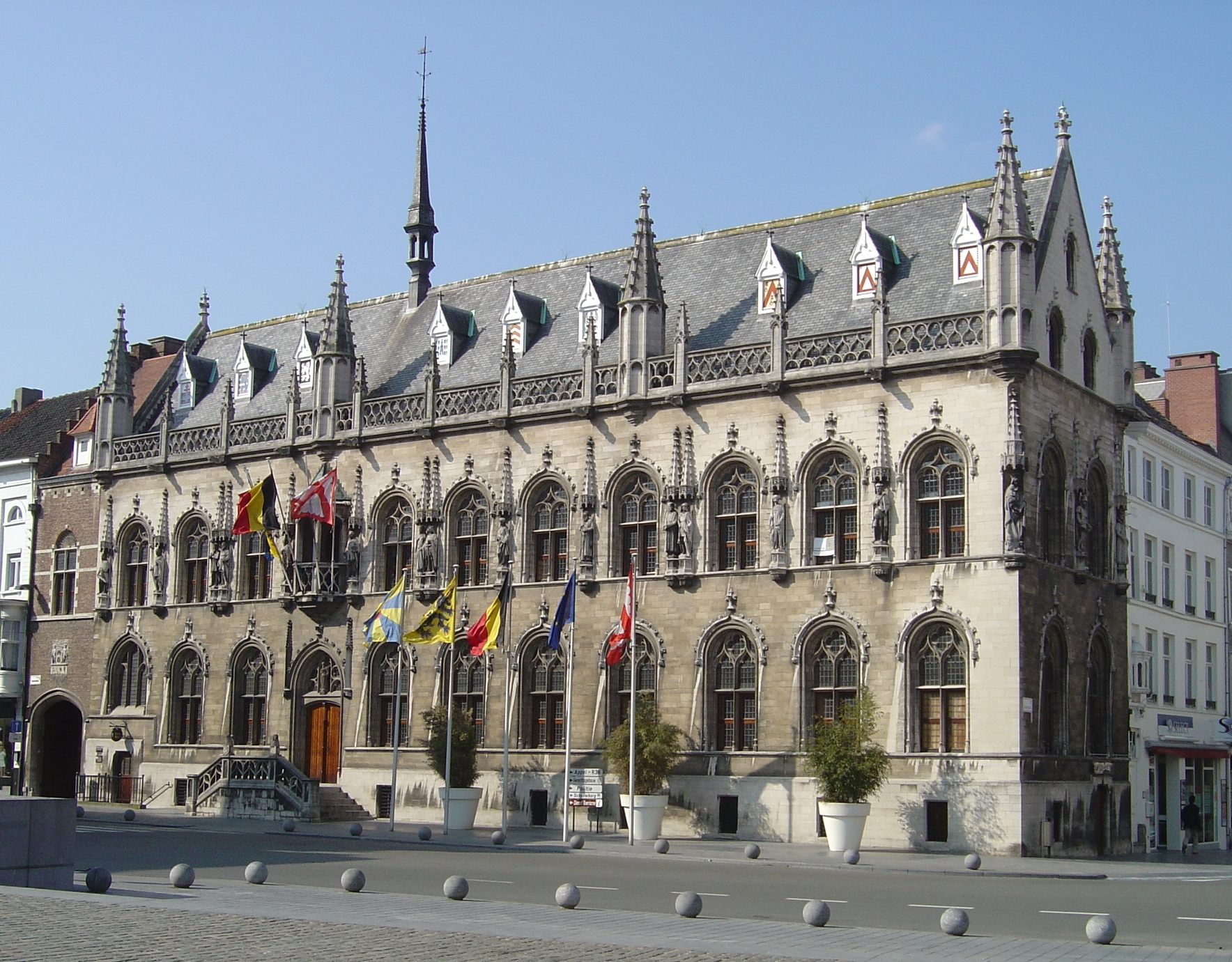
Il Municipio di Kortrijk
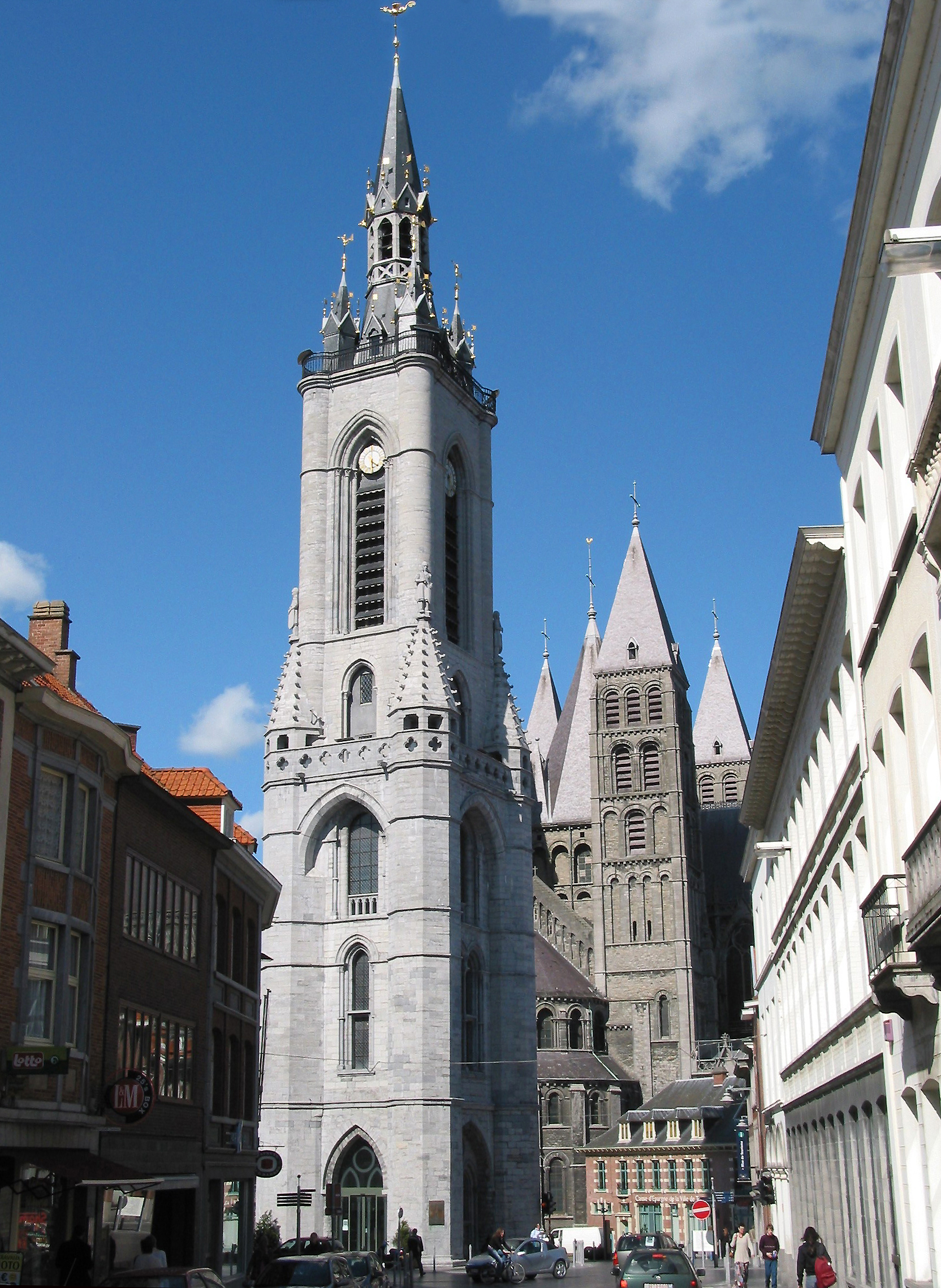
Il Beffroi di Tournai
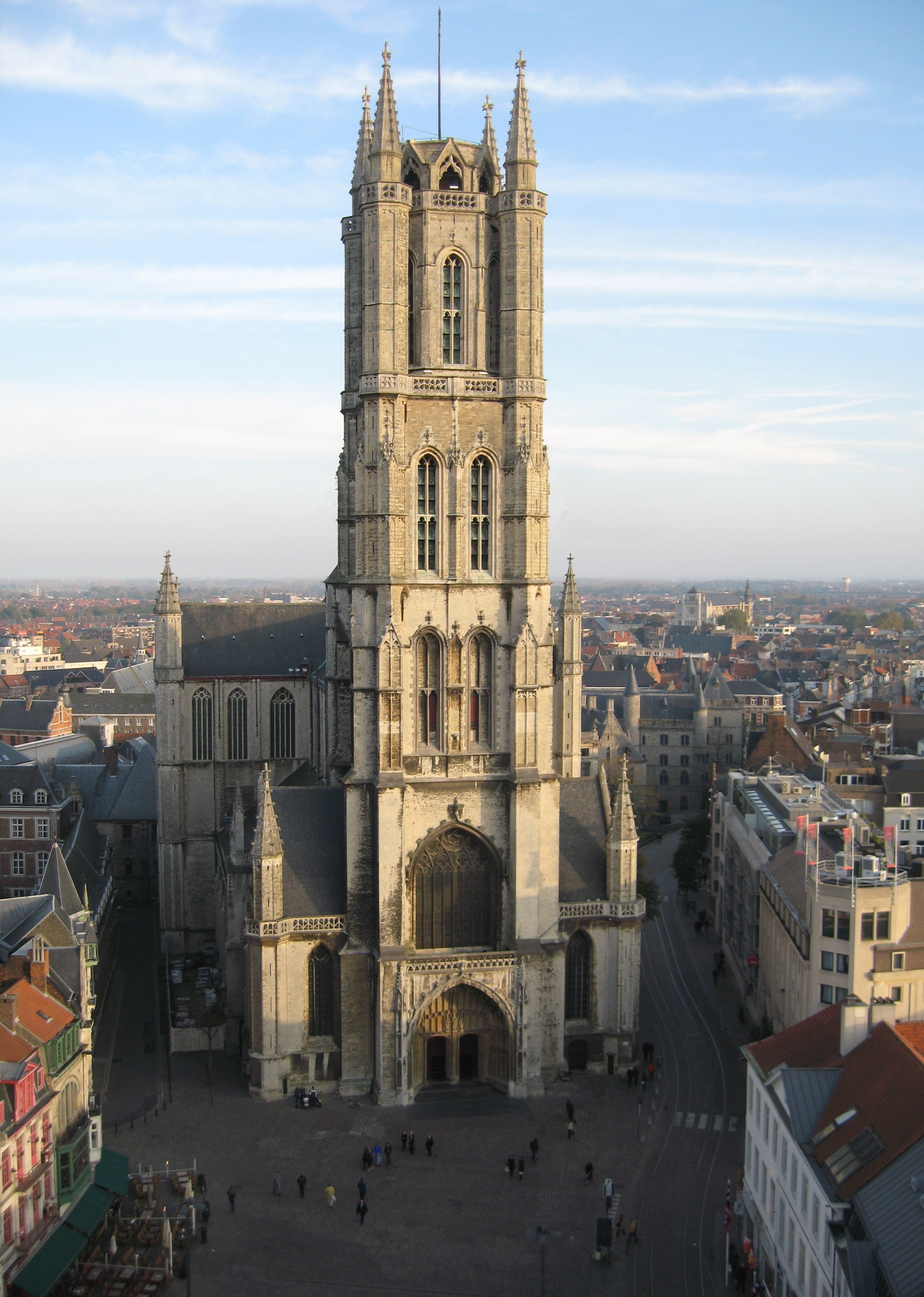
La Cattedrale di San Bavone a Gand
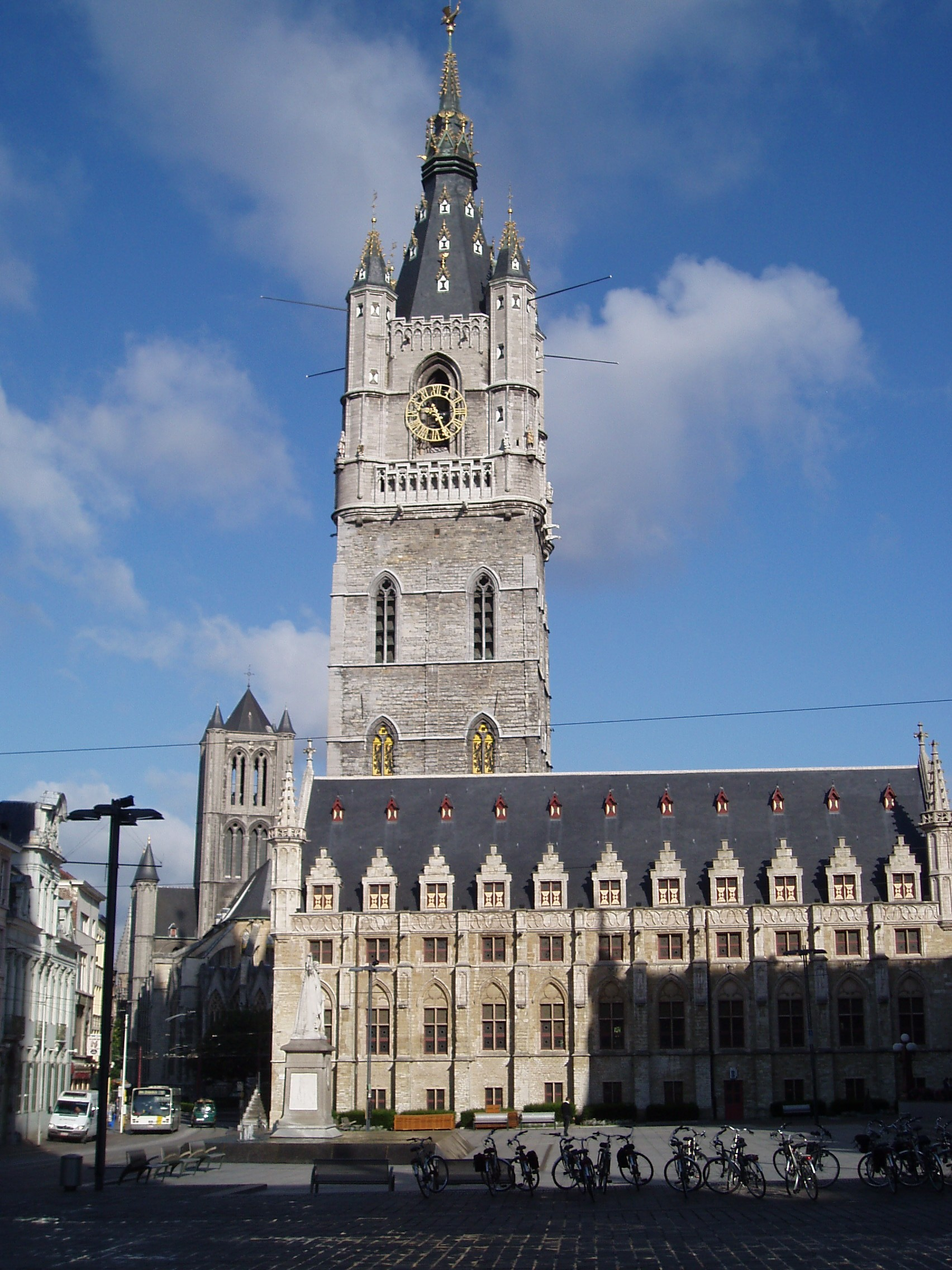
Il Beffroi di Gand
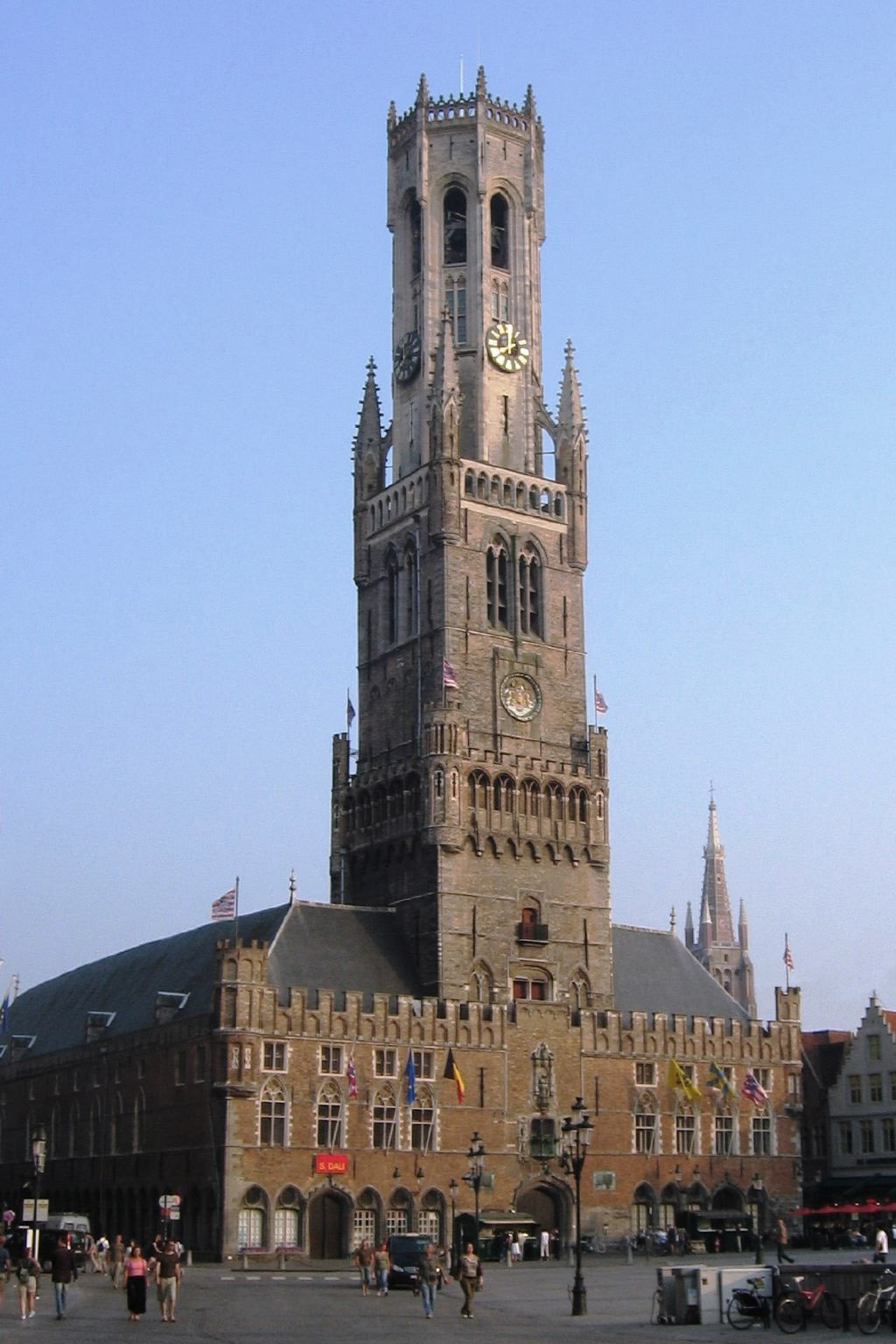
Il Beffroi di Bruges
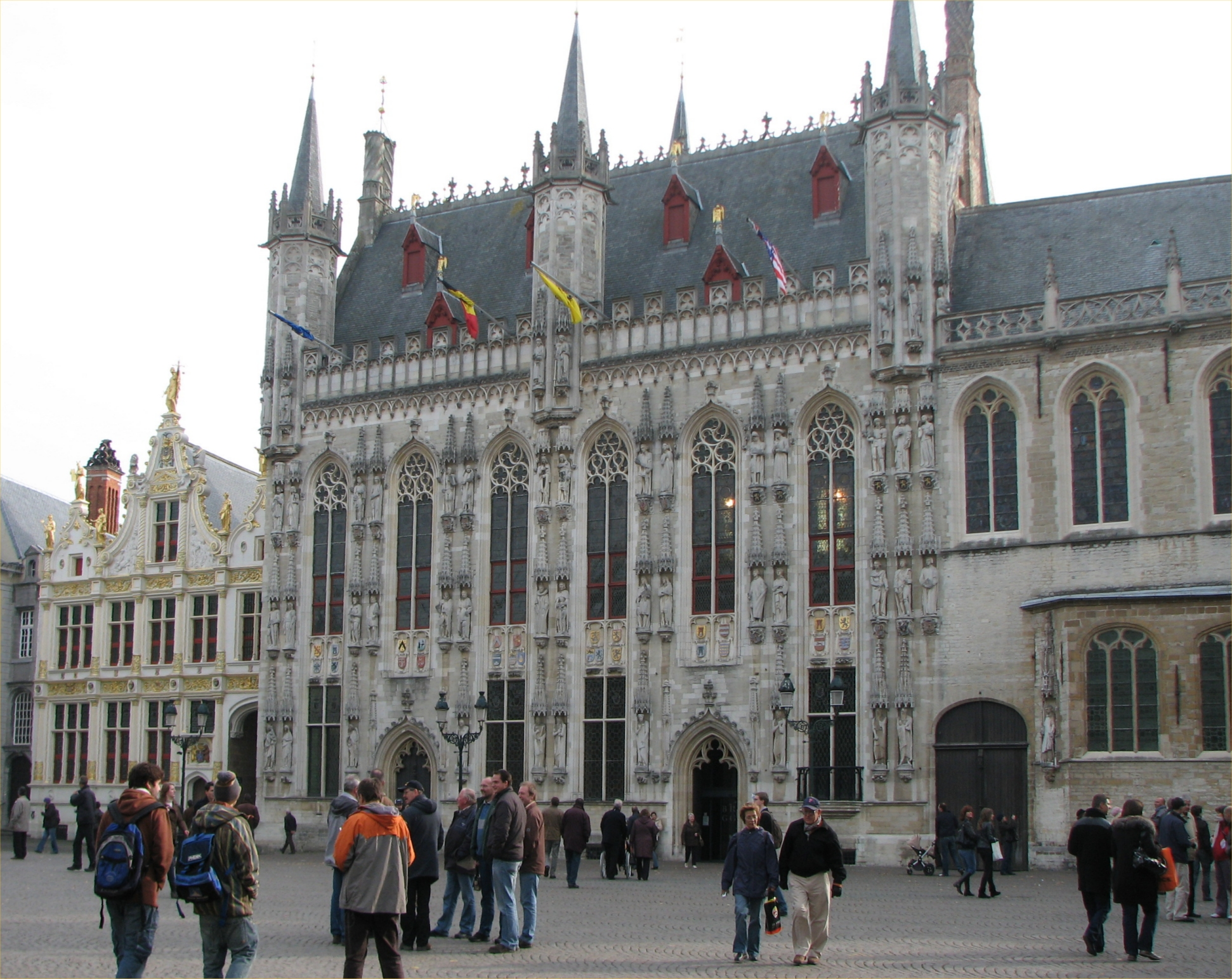
Il Municipio di Bruges
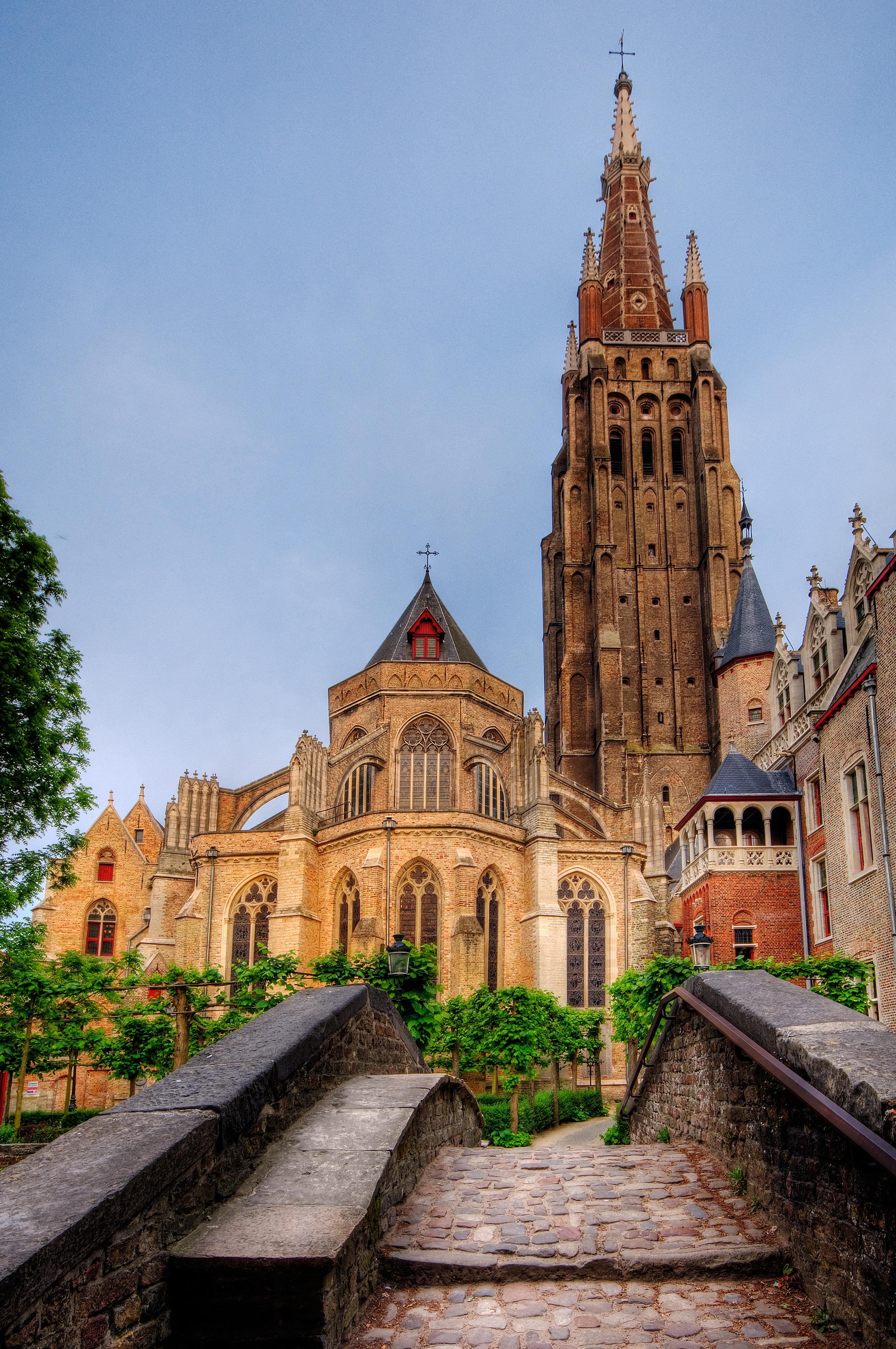
Chiesa di Nostra Signora a Bruges
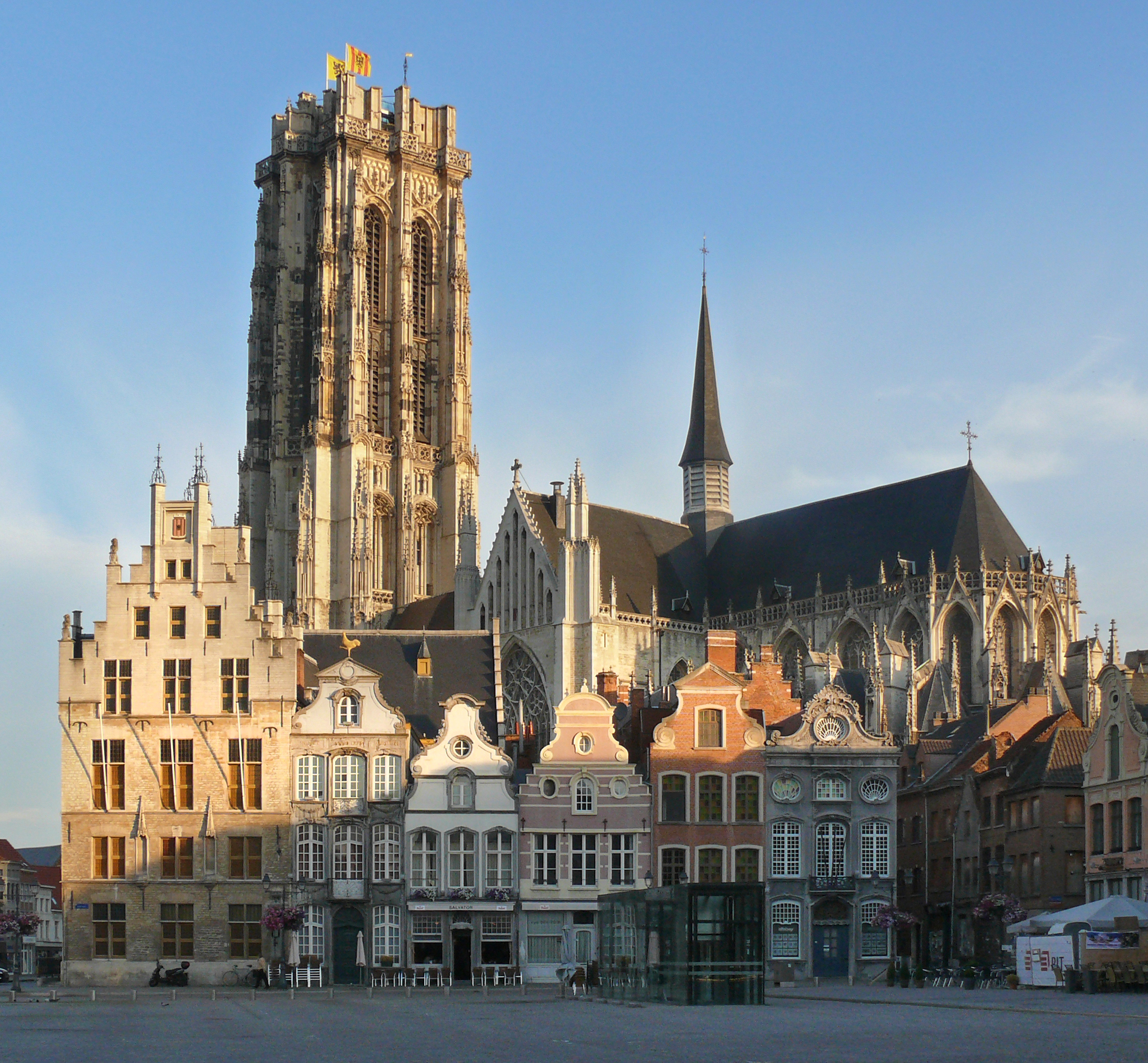
Cattedrale di Malines
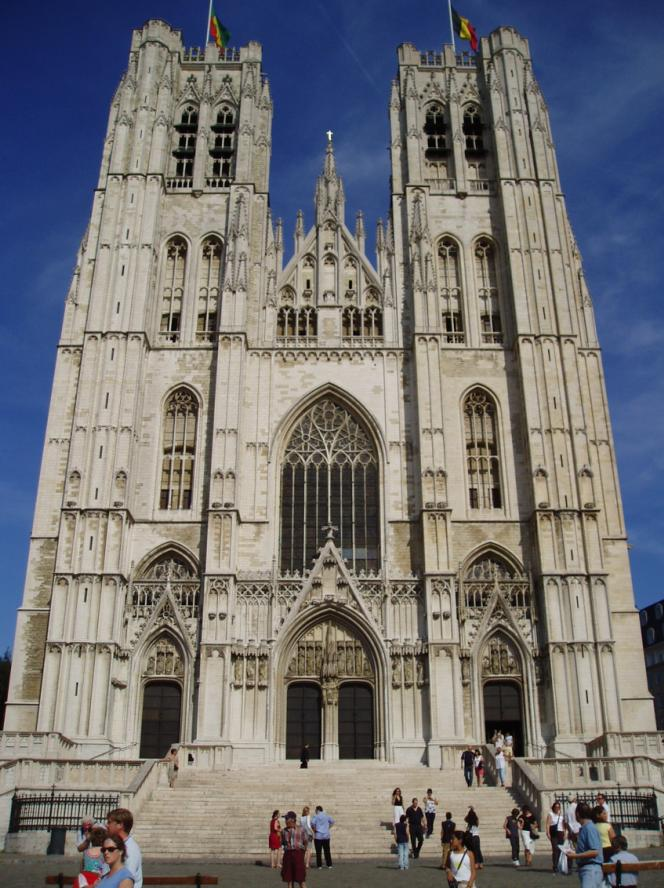
Cattedrale di San Michele e Santa Gudula di Bruxelles
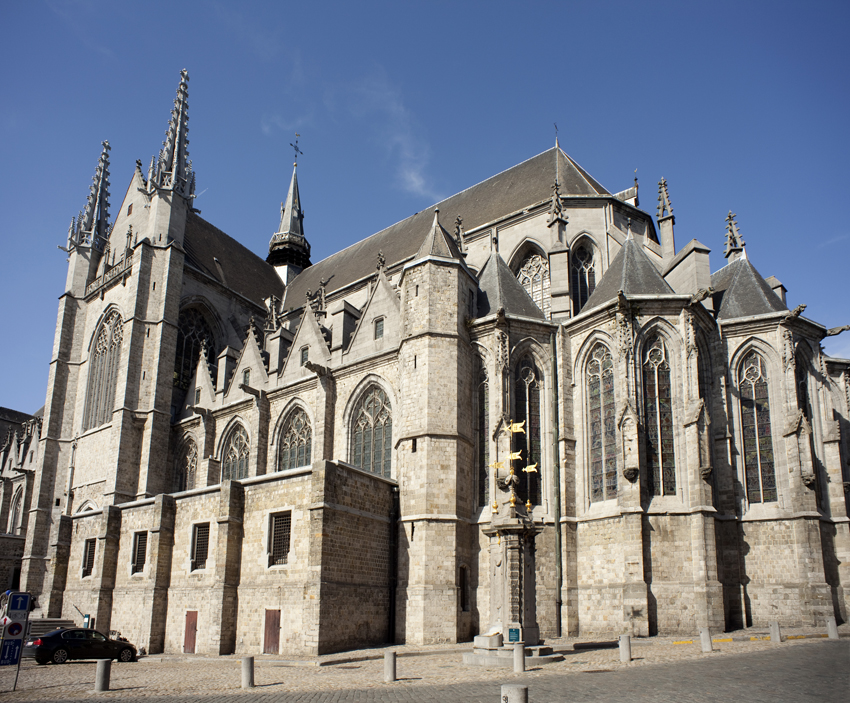
Collegiata di Santa Valdetrude a Mons
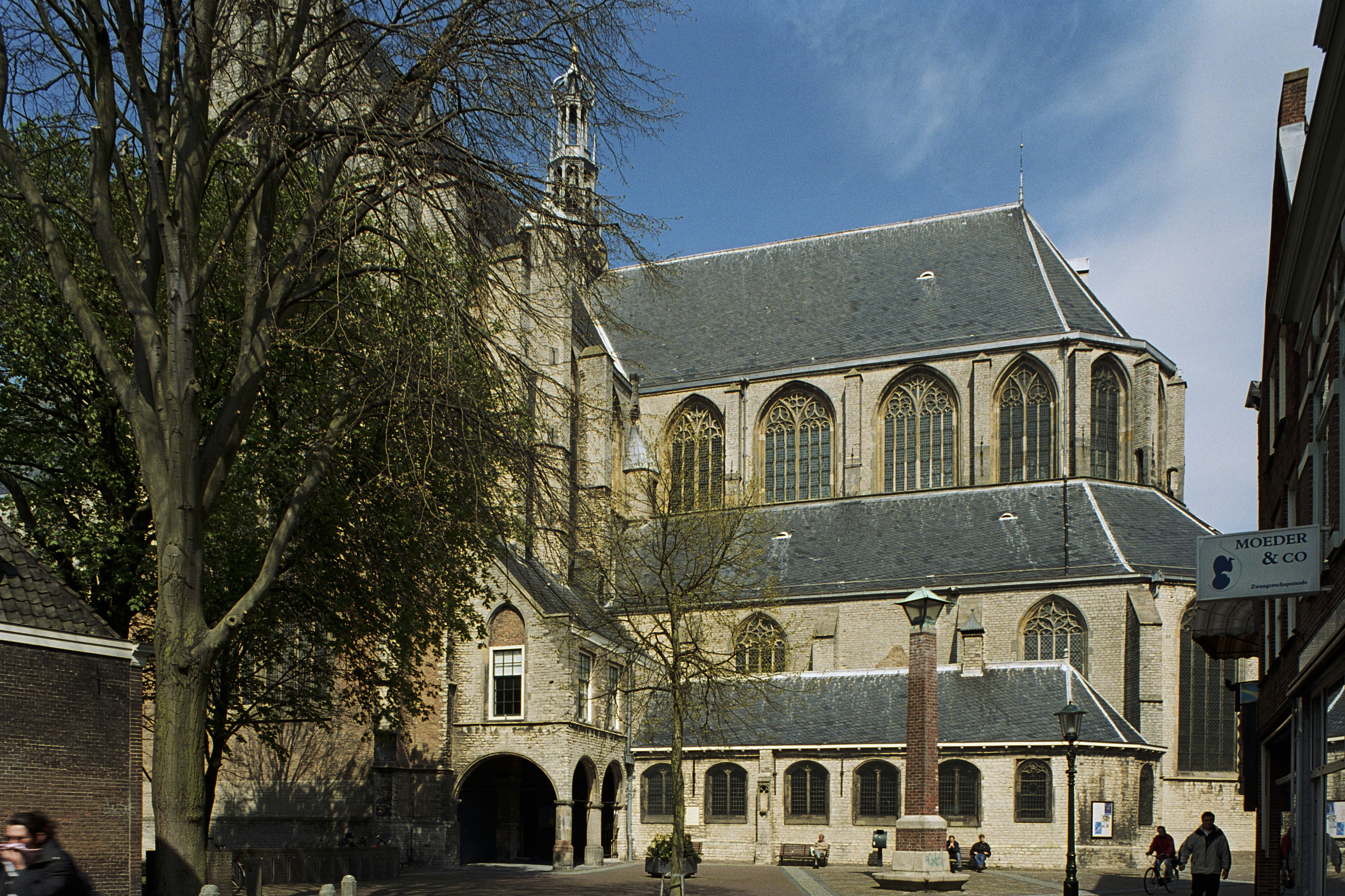
Il Coro della Chiesa Grande di Alkmaar
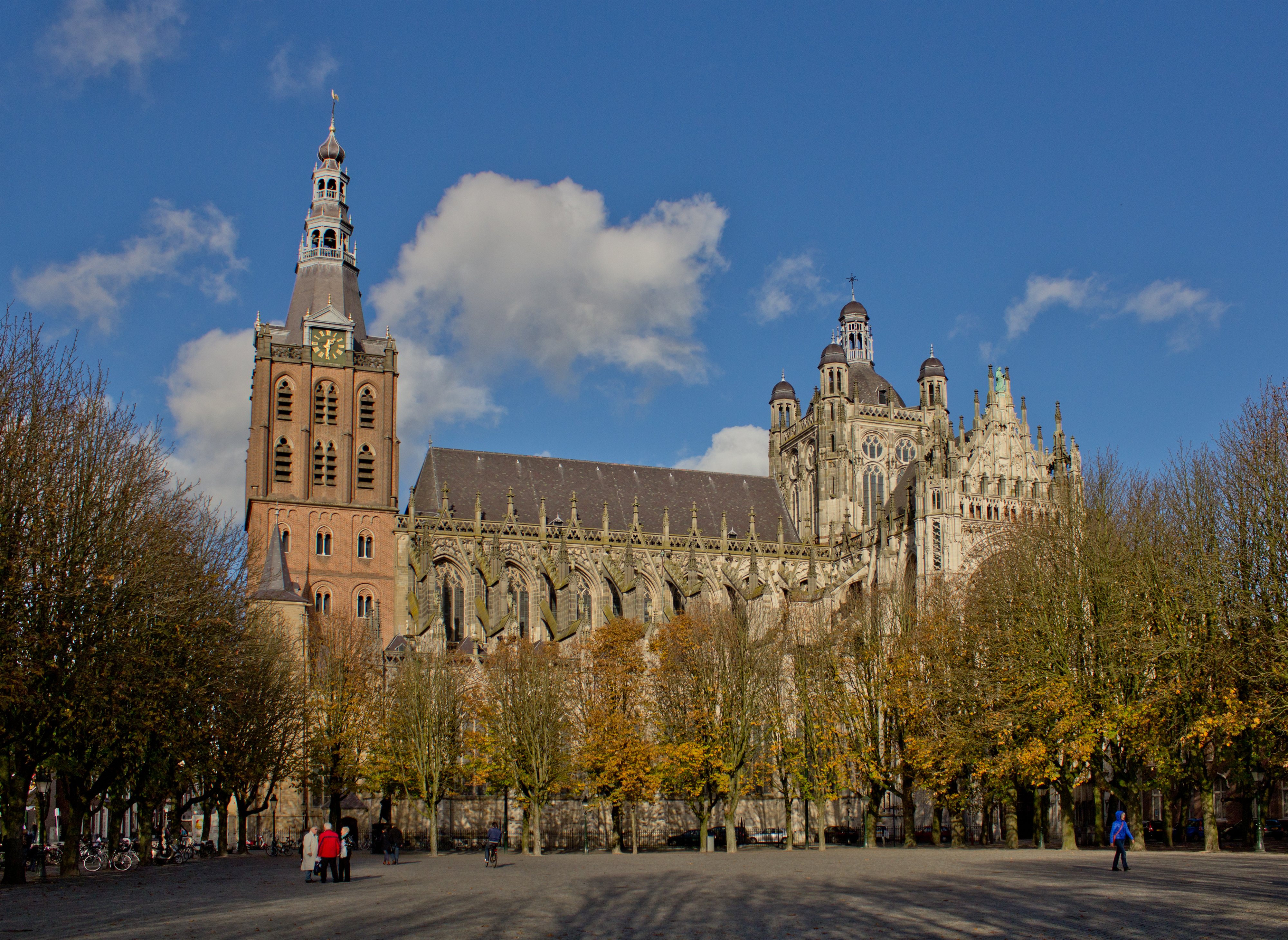
Cattedrale di 's-Hertogenbosch
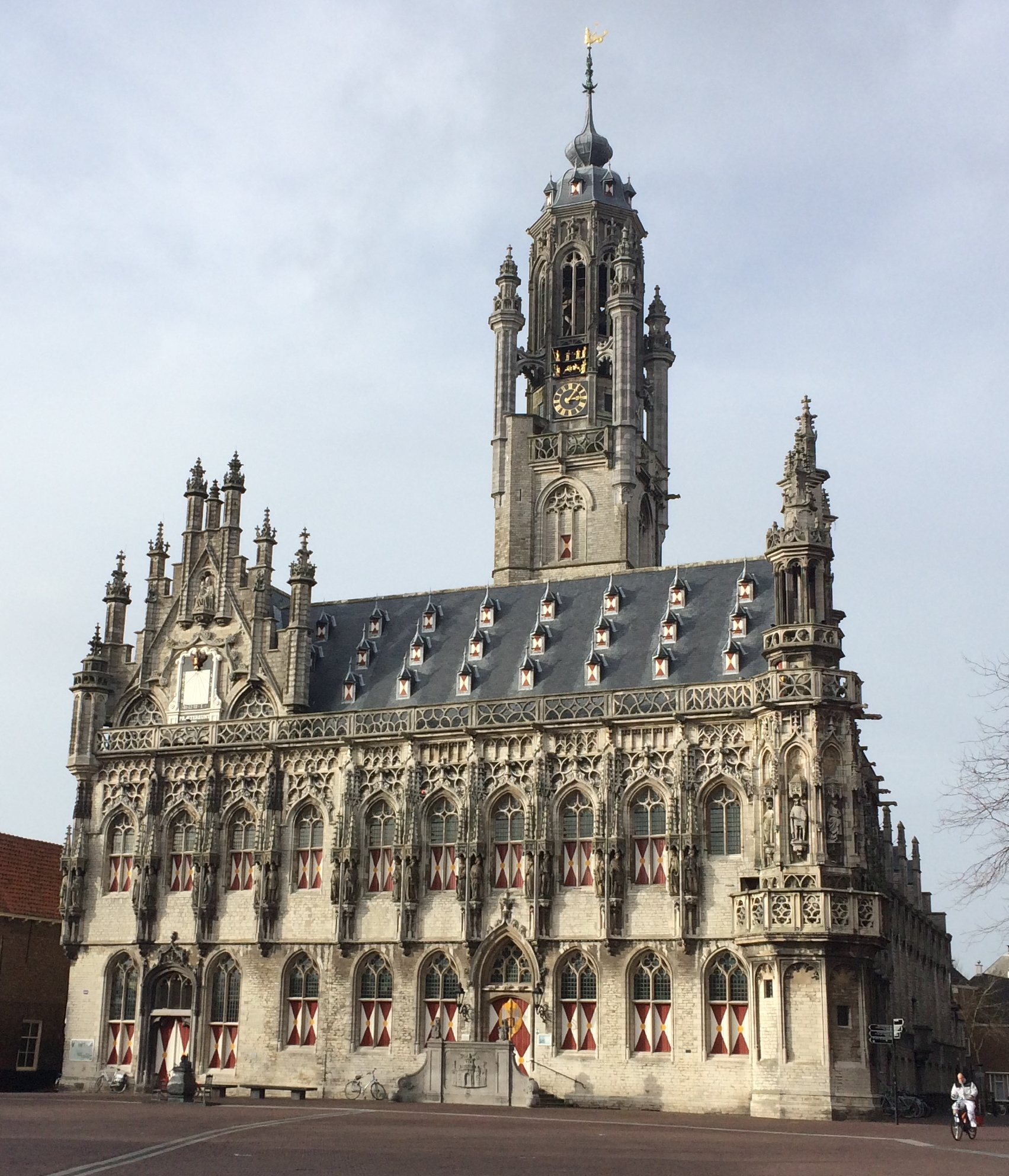
Municipio di Middelburg
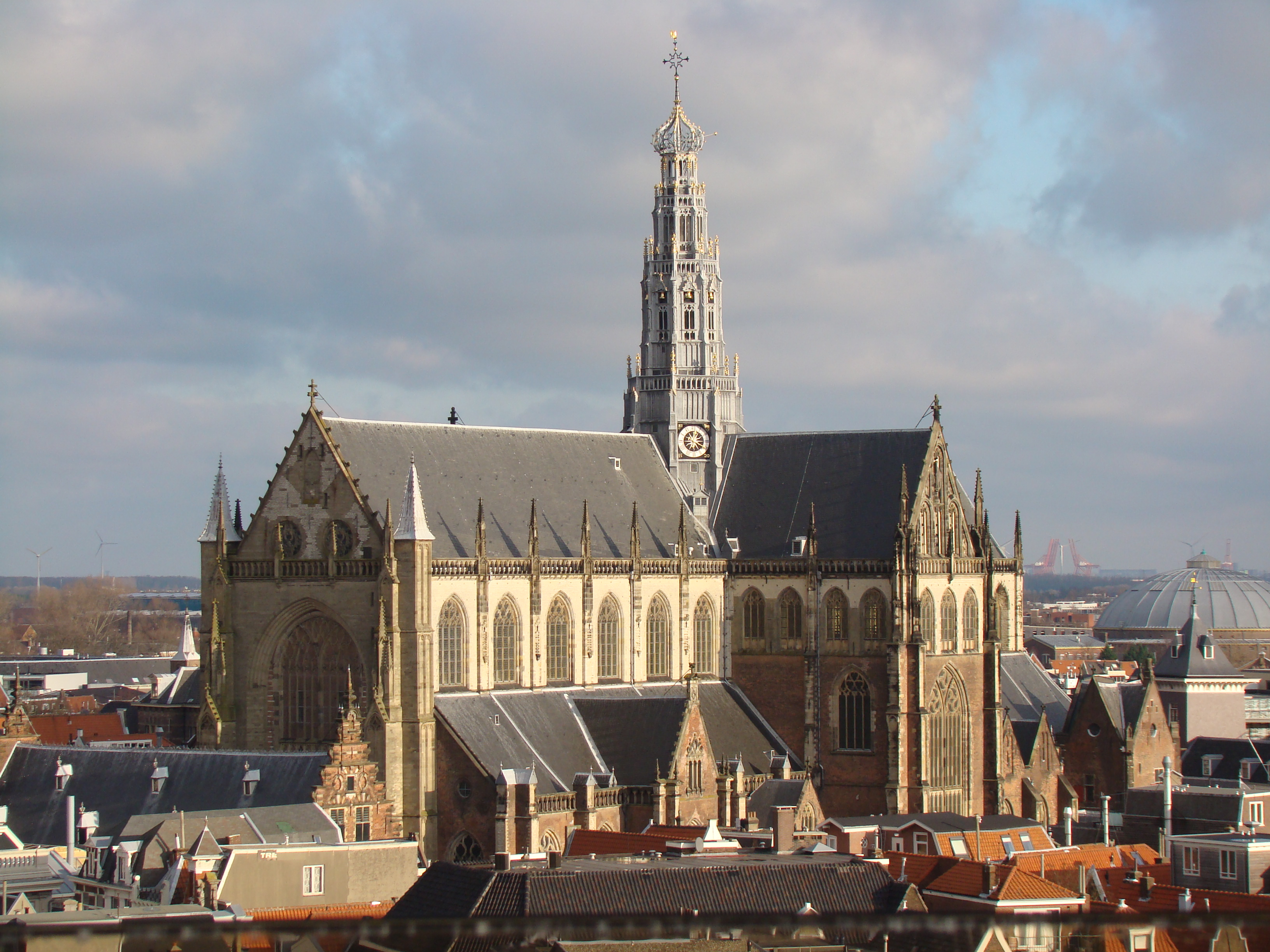
Chiesa Grande di Haarlem
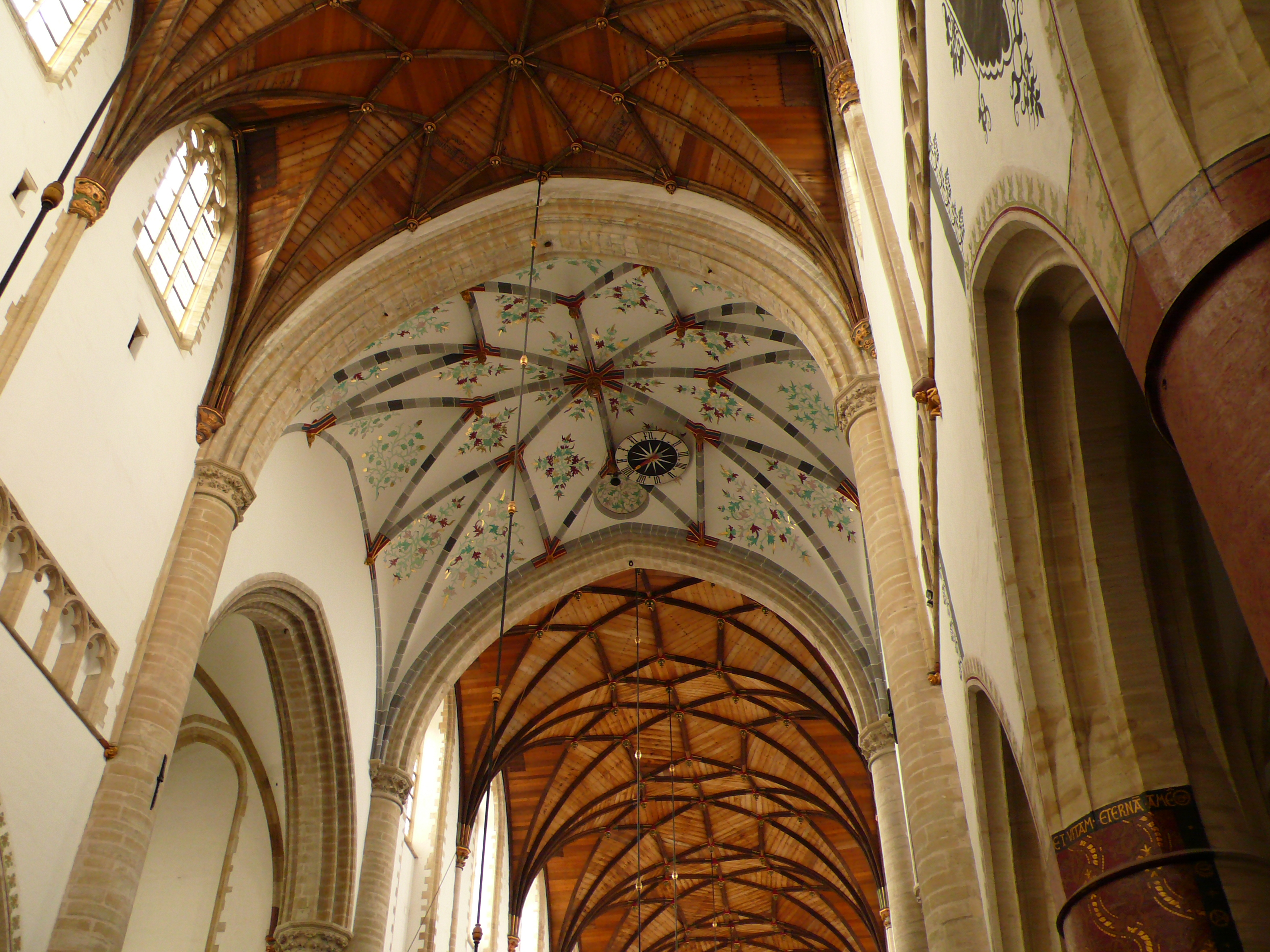
Le volte lignee della Chiesa Grande di Haarlem
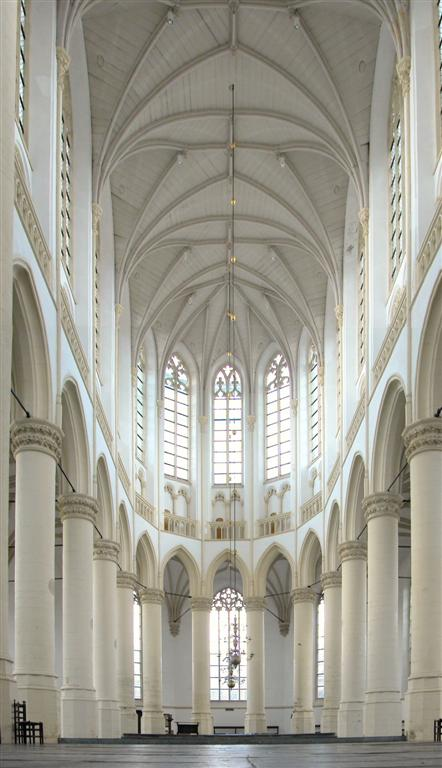
Hooglandse Kerk di Leida